# Вторая схоластика

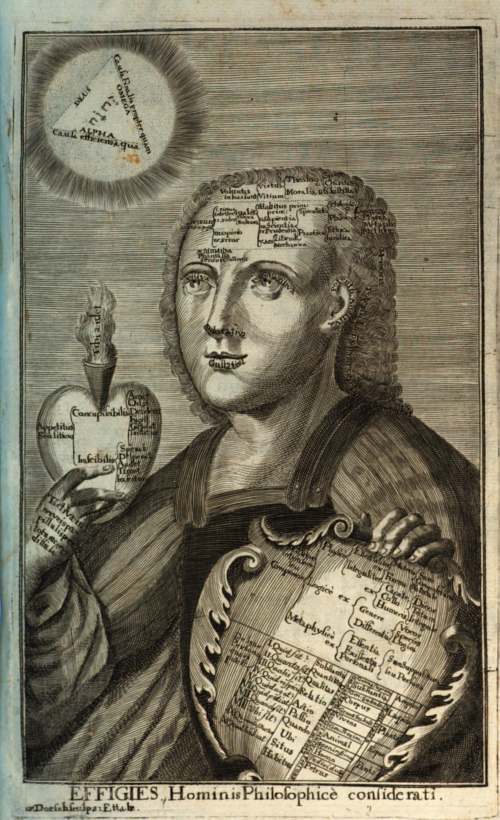
«Philosophia peripatetico-thomistica ad methodum», Марцеллин Райшль, 1734

Вторая схоластика (или посттридентская схоластика, поздняя схоластика, схоластика барокко, постсредневековая схоластика, схоластическая философия раннего модерна) — период схоластической философии и теологии в XVI—XVIII веках. Научная культура второй схоластики превзошла средневековую схоластику по количеству своих сторонников, широте охвата, сложности, литературной критике и объёму редакционной продукции, большая часть которой до сих пор остается менее исследованной.

## История

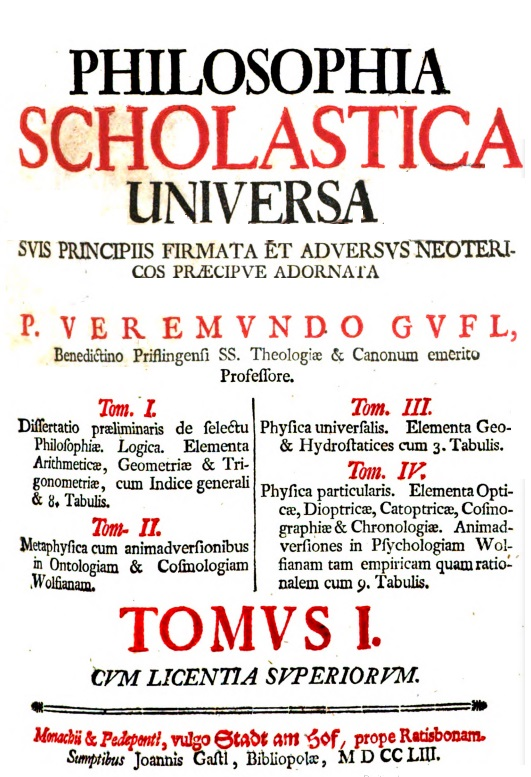
«Philosophia Scholastica Universa», 1753

Постсредневековая схоластика датируется историками примерно с 1500 года до конца XVIII-го (или XIX) века, когда в томистком бастионе в бенедиктинском университете в Зальцбурге, иезуитском Диллингенском университете и коллегии Ингольштадта проявлялись явные признаки интеллектуальной деятельности. Несмотря на то, что её истоки обычно связывают с испанским томизмом школы Саламанки, а именно с такими авторами, как Франсиско де Витория (1486–1546) и Доминго де Сото (1495–1560), тем не менее её идеологические корни можно проследить до неиспанского томизма эпохи Возрождения, имеющего итальянское происхождение, представленное трактатами доминиканцев, таких как Томмазо де Вио, известного как Каэтан (1468–1534), и итальянского доминиканца Джованни Кризостомо Явелли (Chrysostomus Javellus, 1470–1538) из Болоньи. Оба известны не только как авторы комментариев к Summa Theologiae Фомы Аквинского, но и ввиду их более коротких систематических трактатов, таких как De nominum analogia (Фома Каэтан) и Tractatus de transcendentibus (Кризостомо Явелли), в которых отстаивается позиция шести известных трансценденталий (REUBAV: Res, Ens, Unum, Bonum, Aliquid, Verum), считающихся наиболее универсальными, надкатегориальными, свойственными всякому сущему. Эти трактаты в их всеобъемлющей форме должны были стать типичным жанром философских и богословских произведений в первые десятилетия XVII века.
Определяющими факторами расцвета второй схоластики во XVI—XVII вв. явились Тридентский собор и деятельность основанного в 1534 году ордена иезуитов, которые стали главными представители схоластической мысли. В XVI веке Западный мир, переживающий кризис католицизма, втянулся в религиозное обновление, целью которого было «исправление» церкви, что подразумевало приведение церковного учения, церковной политики и церковных институтов в соответствие с умонастроениями духовенства. Обновление обычно связывают с движением Реформации, первым проявлением которого считаются тезисы профессора теологии из Виттенберга, Мартина Лютера, молниеносно распространившиеся в европейских странах.

Одним из результатов Тридентского Собора стало учреждение духовных учебных заведений (коллегий и семинарий) во всех епархиях для поднятия уровня образования духовенства согласно декрету «De reformatione» («О реформе»), сессии XXIII, канона 18:
Святой Собор постановляет: все кафедральные, митрополичьи и бо́льшие сих церкви по своим возможностям и величине диоцеза, набрав определенное количество детей из этого города, диоцеза или, если нужного числа не наберется, из всей провинции, должны взращивать их в коллегии, избранной для этого епископом при этой церкви или в ином удобном месте; их должны воспитывать в благочестии и наставлять в церковном учении. [...]. Пусть епископ разделить этих детей на столько классов, сколько ему покажется нужным, соответственно их числу, возрасту и успехам в церковном учении. Пусть епископ, если ему покажется уместным, частично назначит их к служению в церквях, частично удержит в коллегии для обучения, а на места уже обученных пусть принимает новых, чтобы эта коллегия стала постоянным рассадником (seminarium) служителей Божиих.
В семинариях и иезуитских коллегиях уделялось большое внимание преподаванию философии как подготовке к теологии:
Во свидетельство своих успехов каждый должен будет перед принесением обетов защитить работы по логике, философии и схоластической теологии. И следует назначить четырёх лиц, чтобы они оппонировали ему и вынесли правдивое и искреннее решение о его пригодности согласно их мнению.

## Скотизм и томизм

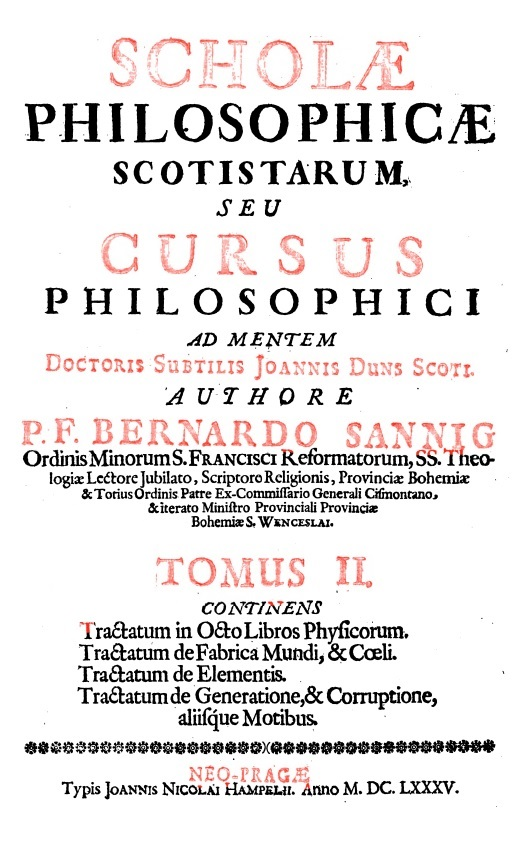
«Scholae philosophicae scotistarum», Берднард Саннинг, 1685

В отличие от «первой», то есть средневековой схоластики, характерной чертой второй схоластики было развитие мыслительных школ, то есть интеллектуального наследия своего «учителя». Среди всех выделяются две школы от более ранних периодов схоластики — скотизм, томизм, но в  других орденах процветал бонавентуризм, эгидианство и бакконианство.

### Скотизм францисканского ордена

##### Конвентуалы
Скотисты, в основном принадлежащие к конвентуалам францисканского ордена, включают итальянцев Антонио Тромбетта O.F.M. Conv. (Antonius Trombetta, 1436–1517), Филиппо Фабри O.F.M. Conv. (Filippus Faber, 1564–1630) и его труд «Натурфилософия Иоанна Дунса Скота из четырех книг Сентенций» («Philosophia naturalis Ioan. Duns Scoti, ex quattuor libris sententiarum», 1606), Матия Фркич O.F.M. Conv. (Matthaeus Ferchius Veglensis, 1583–1669) и его труд «Защита перипатетических исследований от нападок Белутто и Мастри» («Defensio vestigationum peripateticarum ab offensionibus Belluti et Mastrii», 1646), Анджело Вульпес де Монтепилосо O.F.M. Conv. (Angelus Vulpes a Monte Piloso, 1590–1647) и его труд «Сумма священной теологии Иоанна Дунса Скота, тонкого доктора и комментарии» («Sacrae theologiae summa Joannis Duns Scoti, doctoris subilis et commentaria», 1622), Бонавентура Колумбо O.F.M. Conv. (Bonaventura Columbus Niciensis) и его труд «Новый философский курс скотистов, включающий универсальную философию: рациональную, натуральную, моральную и сверхъестественную» («Novus cursus philosophicus Scotistarum, complectens universam philosophiam, Rationalem, Naturalem, Moralem, et transnaturalem», 1669), Винченцо Чорла O.F.M. Conv. (Vincentius Ciorla de Scano 1599–1655) и его труд «Логические диспутации, собранные из учения Скота» («Disputationes logicales collectae ex doctrina Scoti», 1646), Princeps Scotistarum Бартоломео Мастри O.F.M. Conv. (Bartholomaeus Mastrius, 1602–1673), Бонавентура Беллуто O.F.M. Conv. (Bonaventura Bellutus, 1600–1676), Себастьян Дюпаскье O.F.M. Conv. (Sebastianus Dupasquier, 1630–1718) и его труд в 4-х томах «Сумма схоластической и скотистской философии, написанная в четырех частях и изложенная кратко и ясно» («Summa philosophiae scholasticae, et Scotisticae in quatuor partes scripta, et digesta breviter, et clare», 1692), Джузеппе Антонио Феррари де Монца O.F.M. Conv. (Josephus Antonius Ferrari de Modoetia, ?–1775) и его труд в 3-х томах «Учения древней и современной философии Иоанна Дунса Скота, приспособленные к учению тонкого князя» («Veteris et recentioris philosophiae dogmata Joannis Dunsii Scoti Subtilium Principis Doctrinis Accomodata», 1807 5-е издание), Лоренцо Альтьери O.F.M. Conv. (Laurentius Altieri Ferrariensis, 1730–1796) и его труд «Элементы философии для использования юношами, подготовленные признанными авторами» («Elementa philosophiae in adolescentium usum ex probatis auctoribus adornata», 1796 10-е издание).

##### Обсерванты
Франческо Ликето O.F.M. Obs. (Franciscus Lychetius Brixiensis, 1450–1520) и его труд «Наиболее тонкие комментарии к первой, второй и третьей книгам „Сентенций“ Скота, а также к его „Quolibeta“» («In primum, secundum et tertium Scoti sententiarum libros ac in ejusdem quolibeta commentationes subtilissimae», 1589), Хуан де Рада O.F.M. Obs. (Joannes de Rada, 1545–1608) и его труд «Теологические контроверсии между св. Фомой и Скотом, в которых излагаются противоборствующие мнения, освещаются основные трудности и даются ответы на аргументы Скота» («Controversiae Theologicae inter S. Thomam, et Scotum, In quibus pugnantes sententiae referuntur, potiores difficultates elucidantur, et responsiones ad argumenta Scoti reiiciuntur», 1601), Хуан Маринеро O.F.M. Obs. (Joannes Merinerus Matritensis, 1583–1663) и его труд «Комментарии к универсальной „Диалектике“ Аристотеля, по мысли тонкого доктора Иоанна Дунса Скота, вместе с диспутациями и вопросами, которые обычно обсуждаются в это время» («Commentarii in universam Aristotelis Dialecticam juxta subtilis doctoris Joannis Duns Scoti mentem una cum disputationibus, et quaestionibus, hoc tempore, agitari solitis», 1659), Ливио Рабесано де Монтурсио O.F.M. Obs. (Livio Rabesano de Montursio), Клод Фрассен O.F.M. Obs. (Claudius Frassen, 1620–1711), Амброзио Сасси, O.F.M. Obs. (Ambrosius Saxius Bononiensis) и его труд «Академическая философия» («Philosophia Academica», 1726); ирландских эмигрантов Люк Воддинг O.F.M. Obs. (Lucas Waddingus, 1588–1657), Джон Панч O.F.M. Obs. (Joannes Poncius Corcagia Hybernus, 1599–1672) и его труд «Целостный курс философии по мысли Скота» («Philosophiae ad mentem Scoti cursus integer», 1659), Томас де Льямасарес O.F.M. (Tomas de Llamazares, ?–1690), Франсиск О'Дойблин O.F.M. Obs. (Proinsias O'Doibhlin / Franciscus O'Deulin, 1660–1724) и Хью Маккагвелл O.F.M. Obs. (Hugo Cavellus, 1571–1626); немцев Теодор Смайзинг, O.F.M. Obs. (Theodorus Smising, 1580–1626), Алонсо де Брисеньо, O.F.M. Obs. (Alfonsus Brizeno, 1587–1668), Гаспар де ла Фуэнте O.F.M. Obs. (Gaspar de la Fuente) и его труд «Вопросы диалектики и физики по мысли тончайшего Доктора Иоанна Дунса Скота» («Quaestiones Dialecticae, et Physicae ad mentem subtilissimi Doctorum Joannis Duns Scoti», 1631).
Большой интерес представляет 2-хтомный труд итальянского обсерванта Амброзио Сасси «Философско-теологическая катастрофа, а именно перипатетическое, скотистское и универсальное объяснение доктрины» («Catastrosis Philosophica, ac Theologica, Peripateticae videlicet, Scoticae atque universalis Doctrinae Explicatio, in qua disputationes quam plurimae, non minus studiosis perutiles, quam provectis iucundae, ex Perennis Sophiae promptuarijs selectae, expenduntur, variaeque controversiae passim conciliantur. Et praesertim circa quidditates, realitates, formalitates, ac hiiusmodi abstractiones, quae in Subtilium, nec non aliorum Perillustrium Virorum Scholis, prae manibus frequenter haberi solent, praeclarae eruditiones traduntur», 1640).

##### Реформаторы
Бернард Санниг O.F.M. Ref. (Bernardus Sannig, 1638–1704), Кресентий Криспер O.F.M. Ref. (Crescentius Krisper, 1679–1749), Луис Родригес де Нойя O.F.M. Ref. (Ludovicus Rodriguez Noyensis, ?–1624) и его труд «Компендиум диалектики Аристотеля» («Dialecticae Aristotelis compendium: commentaria, pluresque articuli», 1624), Аманд Герман O.F.M. Ref. (Amandus Hermann, 1639–1700) и его труд «Троякое Солнце в одной и той же вселенной, то есть, полный курс универсальной философии трёх величайших Докторов» («Sol triplex in eodem universo, id est, Universae philosophiae cursus integer, trium solemnissimorum Doctorum, 1676»).

##### Реколлеты
Уильям ван Сихен O.F.M. Rec. (Guilielmus van Sichen, 1627–1700) и его труд «Целостный философский курс, организованный в виде краткого, ясного и простого метода преподавания и обучения» («Integer cursus philosophicus brevi, clara et ad docendum discendumque facili methodo digestus», 1678), Марин Пангер O.F.M. Rec.(Marinus Panger, 1664–1733), Килиан Каценбергер O.F.M. Rec. (Kilianus Kazenberger, 1671–1750).

### Томизм доминиканцев
Томистов обычно представляли схоласты иберийского полуострова в доминиканском ордене. В их число входили Фома Каэтан, Иоанн Капреол O.P. (1380–1444), Доминик де Фландрия O.P. (Dominicus de Flandria, 1425–1479) и его труд «Самые ясные и полезные вопросы к двенадцати книгам «Метафизики» Аристотеля, по изложению Ангельского Доктора» («In duodecim libros Metaphysicae Aristotelis secundum expositionem eiusdem Angelici Doctoris, lucidissimae atque utilissimae quaestiones», 1621), Паоло Барбо да Сончино O.P. (Paulus Barbus Soncinatis, ?–1494) и его труд «Тончайшие метафизические вопросы» («Quaestiones metaphysicales acutissimae», 1579), Сильвестро Маццолини Приерийский O.P. (Silvester Prierias, 1456–1527), Диего де Астудильо O.P. (Didacus de Astudillo, 1480–1536), Хуан Вигье O.P. (Joannes Viguerius, ?–1550) и его труд «Учение о христианской теологии, основанное на авторитете Священного Писания и Вселенских Соборов» («Institutiones ad christianam theologiam, Sacrarum literarum, universaliumque Conciliorum authoritate», 1558), Диего Ортис O.P. (Didacus Ortiz, ?–1640) и его труд «Ангельско-томистский философский курс» («Cursus philosophicus Angelico-Thomisticus», 1667), Диего Мас O.P. (Didacus Masius, 1553–1608) и его труд «Метафизическая диспутация о сущем и его свойствах, описанная под общим названием „О трансценденталиях“» («Metaphysica disputatio de ente, et eius proprietatibus, quae communi nomine inscribitur: de transcendentibus», 1587), Хуан Гонсалес де Альбельда O.P. (Joannes Gonzales de Albelda, 1569–1622) и его труд «Комментарии и диспутации к первой части ангельского доктора св. Фомы» («Commentariorum, et disputationum, in primam partem Angelici Doctoris D. Thomae», 1621), Микеле Дзанарди O.P., Доминго де Сото O.P., Доминго Баньес O.P., Франческо Сильвестри O.P., Мельчор Кано O.P., Маркос Серра O.P. (Marcus Serra, 1587) и его труд «Сумма комментариев к первой части ангельского доктора св. Фомы Аквинского» («Summa Commentariorum in primam partem Angelici Doctoris S. Thomae Aquinatis», 1630), Мельчор Коронадо O.P. (1595–1624), Бартоломе де Медина, Томас де Меркадо, Томмазо Кампанелла, Педро де Годой O.P. (Petrus de Godoy, 1599–1677), Жуан Пуансо O.P. (Joannes a Sancto Thomae, 1589–1644), Джузеппе Агостино Орси, Бернабе Гальего де Вера O.P. (Barnabas Gallego de Vera, ?–1661) и его труд «Контроверсии по искусствам в защиту учения ангельского доктора св. Фомы» («Controversiae artium in defensionem doctrinae Angelici doctoris D. Thomae», 1623), Хуан Мартинес де Прадо O.P. (Joannes Martinez de Prado, ?–1668) и его труд «Метафизические контроверсии, служащие священной теологии» («Controversiae metaphysicales sacrae theologiae ministrae», 1649), Франсиско де Араухо O.P. (Franciscus de Arauxo / Aravius, 1580–1664) и его 2-х томный труд «Комментарии к универсальной метафизике Аристотеля» («Commentariorum in universam Aristotelis metaphysicam», 1617), Косме де Лерма O.P. (Cosmas de Lerma, 1600–1642), Педро де Годой O.P. (Petrus de Godoy, 1608–1677) и его труд «Теологические диспутации к первой части св. Фомы» («Disputationes theologicae in prima partem Divi Thomae», 1666), Пьер Лаба O.P. (Petrus Labat, 1616–1670) и его труд «Схоластическая теология в соответствии с безупречным учением св. Фомы» («Theologia scholastica secundum illibatam D. Thomae doctrinam», 1658), Хасинто де ла Парра O.P. (Jacinto de la Parra / Hiacintus a Parra, 1619–1684), Жан Батист Гоне O.P. (Joannes Batista Gonet, 1616–1681) и его труд «Щит томистской теологии против новых противников» («Clypeus theologiae thomisticae contra novos ejus impugnatores», 1659), Доминго Линч O.P. (Dominicus Linze / Lince, 1622–1697) и его труд «Сумма спекулятивной философии в соответствии с мыслью и учением св. Фомы и Аристотеля» («Summa philosophiae speculativae juxta mentem et doctrinam D. Thomae et Aristotelis», 1666–1667), Жак-Казимир Геринуа O.P. (Jacobus Casimirus Guerinois, 1640–1703) и его 6-ти томный труд «Щит томистской философии против старых и новых противников» («Clypeus philosophiae Thomisticae contra veteres et novos eius impugnatores», 1710), Джованни Доменико Сири O.P. (Joannes Syrus Uvadanus, ?–1737), Хуан Санчес Седеньо O.P. (Joannes Sanchiez Sedegno, 1552–1615), Винченцо Людовико Готти, Винсент Контенсон O.P. (Vincentius Contenson, 1641–1674) и его труд «Теология ума и сердца, или созерцания об универсальном священном учении» («Theologia mentis et cordis, seu Speculaltiones universae Doctrinae Sacrae», 1668), Паоло Мария Кальвино O.P. (Paulus Maria Cauvinus, 1642–1716), Фройлан Диас де Льянос O.P. (Froilanus Diaz de Llanos, 1648–1709) и его труд «Диалектика, обсуждаемая посредством вопросов и отдельных артикулов в соответствии с мнением  св. Фомы» («Dialectica disputata per quaestiones et articulus distincta juxta mentem D.Thomae», 1694), Сальваторе Мария Роселли O.P. (Salvatore Maria Roselli, 1722–1784) и его труд в 4-х томах «Философская сумма по мысли ангельского доктора св. Фомы Аквинского» («Summa philosophica ad mentem angelici doctoris S. Thomae Aquinatis», 1788), и другие.
В начале XVIII века наиболее популярным курсом философии среди доминиканцев стали «Commentariorum in universam Aristotelis metaphysicam» в 2-х томах (1617 и 1631 гг.) Франсиско де Араухо O.P., «Метафизические контроверсии священной теологии» («Controversiae metaphysicales sacrae theologiae ministrae», 1649)  Хуан Мартинес де Прадо O.P., а также «Universa philosophia Aristotelico-Thomistica, Veterum, recentiumque, praesertim Maignani, Cartesii, Gassendi, etc. placita non segniter excutiens, in quatuor distributa tomos» Джованни Доминико Сири, O.P., направленный против Рене Декарта, Пьера Гассенди и Эммануэля Меньяна.

### Томизмбосых кармелитов
Начиная с 1572 года в Андалусии (Сан-Хуан-дель-Пуэрто, Гранада, Ла-Пеньюэла) были открыты многочисленные дома босых кармелитов без разрешения приора генерала „обутых“ кармелитов; кроме того, в 1574 году Херонимо Грасиан Дантиско был избран провинциальным настоятелем Андалусии, который проповедовал среди босых Пастраны. Это создавало трения между босыми кармелитами и остальной частью ордена. Босые кармелиты были учреждены как отдельная провинция ордена кармелитов в бреве Pia consideratione папой Григорием XIII 22 июня 1580 года. Этим бреве босые кармелиты по-прежнему подчинялись приору-генералу Ордена „обутых“ кармелитов в Риме, но в остальном отличались от кармелитов тем, что могли избирать своих генеральных приоров и составлять собственные конституции для своей общей жизни. Томизм босых кармелитов определялся конституцией ордена «Constitutiones Fratrum discalceatorum congregationis S. Eliae, Ordinis Beatissimae Virginis Mariae de Monte Carmelo», составленной в 1631 году. Среди самых известных философов и теологов ордена были итальянский босоногий кармелит Габриэль да Сан-Винченцо O.C.D. (Gabriel a Sancto Vincentio Laudensis, ?–1671) и его популярный труд по логике «Логика, в которой ясным методом разрешаются не только затруднения, обычно рассматриваемые логиками, но и многие другие» («Logica, in qua clara methodo resolvuntur non solum difficultates, quae communiter tractari solent a logicis, sed etiam aliae plures», 1669), французский кармелит Филипп де ла Трес Сент Тринити O.C.D. (Philippus a Sanctissima Trinitate, 1603–1671) и его трактат «Философская сумма, составленная из учения чудесного князя философов Аристотеля и ангельского доктора св. Фомы в соответствии с правильным пониманием школы томистов» («Summa philosophica ex mira principis philosophorum Aristotelis, et doctoris Angelici D. Thomae doctrina iuxta legitimam scholae thomisticae intelligentiam composita», 1648), Либерио де Иисус O.C.D. (Liberius a Jesu, 1646–1719) и его 7-томный труд «Схоластически-полемически-историко-критические контроверсии» («Controversiarum scholastico-polemico-historico-criticarum», 1743–1754), испанский кармелит, генерал-настоятель Пабло де ла Консепсьон O.C.D. (Paulus a Conceptione, 1700–1770) и его «Теологические трактаты в соответствии со св. Фомой и курсом Саламанки» («Tractatus theologici juxta D. Thomae et Cursus Salmanticensis FF. Discalceatorum B. Mariae de Monte Carmeli primitivae observantiae», 1726).

### Бакконианство «обутых»кармелитов
Орден кармелитов в своей доктрине опирались на учение английского схоласта Джона Бэконторпа (Joannes Bacconius, ок. 1290–1347). Среди наиболее значимых стали комплутенские схоласты, саламанские схоласты, Дионисио Бласко O.C. (Dionysius Blasco, 1610–1683) и его трактат «Философский курс в соответствии с самым важным и глубоким Джоном Бэконторпом» («Cursus philosophicus juxta gravissimam et reconditam Joannis Bacconii», 1672), Джузеппе Загаглия O.C. (Josephus Zagaglia, ?–1711) и его трактат «Теологический курс о Боге по мысли и немецкому учению Джона Бэконторпа-кармелита, англичанина, разрешающего доктора» («Cursus theologici De Deo secundum mentem, ac Germanam doctrinam Joannis Bacconi Carmelitae, Anglici, Doctoris Resoluuti», 1696), Элисео Гарсия O.C. (Eliseus Garcia, 1652–1719) и его трактат «Философский курс» («Cursus philosophicus juxta gravissimam et reconditam doctrinam V.P.M.Fr. Joannis Bacconii angli carmelitae cognomento Doctoris Resoliti», 1701), Мануэл Инасиу Коутинью O.C. (Emmanuel Ignatius Coutinho) и его 4-томный труд «Целый курс философии согласно непоколебимому и уникальному учению Джона Бэконторпа» («Integer philosophiae cursus juxta inconcussam singularemque doctrinam Joannis Bacconii», 1750).

### Эгидианство августинцев
В конце XVI века под влиянием реформы Терезы Авильской, осуществлявшейся в ордене босых кармелитов, началось духовное возрождение августинцев-эремитов (Ordo Eremitarum Sancti Augustini, O.E.S.A.), следовавших учению Эгидия Римского. Среди которых известные философы Диего де Суньига O.E.S.A. (Didacus a Stunica Salmanticensis, 1536–1597), Базилио Понсе де Леон O.E.S.A. (Basilius Poncius Legionensis, 1570–1629) и его труд «Различные диспутации из схоластической и разъяснительной теологии» («Variarum disputationum ex utraque Theologia scholastica et expositiva», 1611), Пьетро Конти O.E.S.A. (Petrus de Comitibus, 1626–1696) и его труд «Метафизические диспутации» («Disputationes metaphysicae», 1658), Фредерико Никколо Гаварди O.E.S.A. (Frederico Niccolo Gavardi, 1640–1715), португальский философ Эжидиу да Апрезентасиу O.E.S.A. (Aegidius de Presentatione, 1539–1626), Педро Мансо де Тапиа O.E.S.A. (Petrus Manso de Tapia, 1669–1736) и его трактат «Философский курс по мысли Эгидия Римского» («Cursus philosophicus ad mentem B. Aegidii Romani», 1724), из ордена августинцев-регулярных каноников (Canonici Regulares Sancti Augustini, CRSA) — Мартин де Аспилькуэта (Martin de Azpilcueta, 1491–1586), Энрике Флорес O.E.S.A. (Henricus Florez, 1702–1773) и его труд в 5-ти томах «Схоластическая теология в соответствии с принципами августино-томистической школы» («Theologia Scholastica juxta principia scholae Augustiniano-Thomisticae», 1732–1738), Хуан Идальго O.E.S.A. (Joannes Hidalgo, ?–1768) и его труд в 4-х томах «Философский курс по мысли св. Эгидия Римского, основательнейшего Доктора» («Cursus Philosophicus ad mentem B. Aegidii Columnae Romani, Doctoris Fundatissimi», 1736–1739).

### Томизм ордена минимов
Кроме всего прочего, известными томистами были такие монахи ордена минимов, как Иоанн Лалеманде O.Min, Марен Мерсенн O.Min, Эмманюэль Меньян O.Min. (Emanuel Maignan, 1601–1676), Жан Саган O.Min. (Joannes Saguens, 16?–1718) и его 4-х томный труд «Схоластическая философия Меньяна, или распределенная и скоординированная в более последовательную и всеобъемлющую форму схоластики» («Philosophia Maignani Scholastica, sive in formam concinniorem et auctiorem Scholasticam digesta et coordinata», 1703), епископ Хаки Франсиско Паланко O.Min. (Franciscus Palanco, 1657–1720) и его трактат «Философский курс, составленный по чудесному учению ангельского учителя и завершенный для общего использования студентами в трех томах» («Cursus philosophicus juxta miram Angelici praeceptoris doctrinam digestus et pro communi studentium utilitate tribus tomis absolutus», 1717–1721).

### Бонавентуризмкапуцинов
Орден капуцинов основывался на учении св. Бонавентуры. Среди известных капуцинов — Валериано Магни O.F.M. Cap. (Valerianus Magnus Mediolanensis, 1587–1661) и его труд «Принципы и идеалы философии» («Principia et Specimen philosophiae», 1652), Гервасий Бризаценский / Брайзахский O.F.M. Cap. (Gervasius Brisacensis / Gervasius de Breisach / Jean Martin Brunck, 1648–1717) и его 3-хтомный трактат «Философский курс, распределенный в трех томах кратким и ясным методом» («Cursus philosophicus brevi et clara methodo in tres tomulos distributus», 1697), Хуан Антонио де Убиллос O.F.M. Cap. (Joannes Antonius de Ubillos, 1707–1789), итальянский философ и теолог Гаудецио да Брешия O.F.M. Cap. (Gaudentius Bontempus Brixiensis, 1612–1672) и его 7-митомный трактат «Теологический палладий, то есть вся схоластическая теология, распределенная в семи томах, по сокровенной мысли св. Бонавентуры, серафического доктора» («Palladium theologicum, seu tota theologia scholastica in septem Tomos distributa,  ad intimam mentem D. Bonaventurae Seraphici Doctotis»), итальянский капуцин Бартоломео Барбьери да Кастельветро O.F.M. Cap. (Bartholomaeus de Barberiis, 1615–1697 ) и его трактат в 3-х томах «Цветы и серафические плоды, сорванные из серафического рая, то есть философский курс по мысли св. Бонавентуры, серафического доктора» («Flores et fructus seraphici ex seraphico paradiso excerpti, seu Cursus philosophicus ad mentem sancti Bonaventurae Seraphici Doctotis», 1677), Хасинто де Ольп (Hyacinthus Olpensis, 1647–1695) и его трехтомный труд «Философский курс по мысли серафического доктора св. Бонавентуры» («Cursus philosophicus ad mentem Seraphici Doctoris Divi Bonaventurae», 1691–1698).

### Томизм бенедиктинского ордена

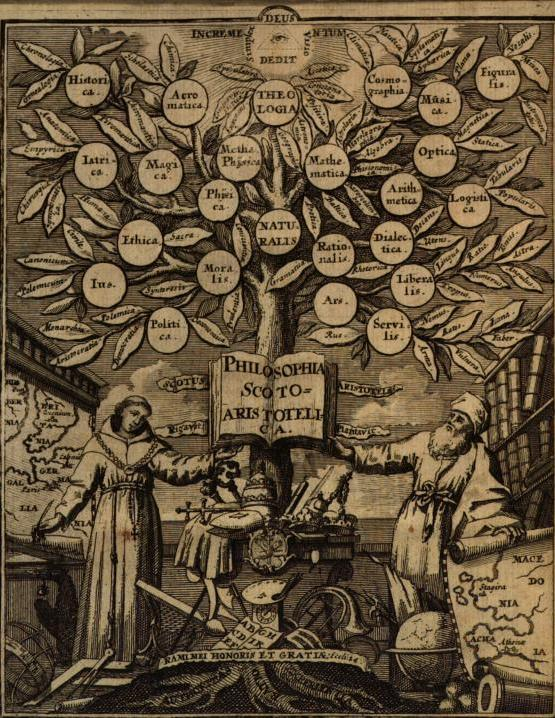
«Philosophia Scoto-Aristotelica universa, intentioni volentium cito et sufficienter philosophicum cursum consummare, accommodata», Franciscus ODevlin, 1710

В Германии центрами схоластической философии являлись Зальцбургский университет (Alma Mater Paridiana, или Alma Mater Benedictina Salisburgensis) и иезуитская коллегия Ингольштадта (нем. Jesuitenkolleg Ingolstadt). Ядром новообразованного Зальцбургского университета стали философский и теологический факультеты, должности профессоров которых занимали исключительно члены бенедиктинского ордена, приезжавшие из монастыря Оттобойрена, монастыря святых Ульриха и Афры, аббатства Вайнгартена, Цвифальтенского аббатства, Айнзидельнского аббатства, Кремсмюнстерского аббатства, Зайтенштеттенского аббатства, Эттальского аббатства, аббатства Адмонта, аббатства Прюфенинг.
Из бенедиктинских схоластических томистов пользовались популярностью философские учебники таких профессоров, как Бернхард Рюдорфер (Bernhard Ruedorffer, 1620–1679), Хосе Саэнс де Агирре, Йоахим Морзак (Joachim Morsack, 1642–1686), Магнус Агрикола (Magnus Agricola, ум. 1688), Карл Грубер (Carolis Grueber, 1642–1696), Августин Рединг (Augustinus Reding,1625–1692), Грегор Вимпергер (Gregorius Wimperger, 1640-1705), Карл Гшвандтнер (Carl Gschwandtner, 1686-1721), Людвиг Бабенштубер (Ludovicus Babenstuber, 1660–1726) и его труд «Зальцбургская томистская философия, или Философский курс по учению ангельского доктора св. Фомы Аквинского» («Philosophia Thomistica Salisburgensis, sive Cursus philosophicus secundum doctrinam D. Thomae Aquinatis Doctoris Angelici», 1706), Целестин Плей (Caelestinus Pley, 1662–1723), Бенедикт Шмир, Плацид Ренц (Placidus Renz, 1692–1748), Ансельм Шнель (Anselmus Schnell, 1690–1751), Пауль Мецгер (Paulus Mezger, 1637–1702), Марцеллин Райшль (Marcellinus Reischl, 1697–1763), Бернард Оберхаузер (Bernardus Oberhauser, 1694–1739), Готтхард Вишль (Gotthardus Vischl, 1672–1745), Целестин Ромозер (Coelestin Romoser), Кутберт Польт (Cuthbert Polt, 1699–1743), Отто Коптик (Oddonus Koptick, 1692–1755), Генрих Хайнлайн (Heinricus Heinlein, 1638–1708), Амвросий Циглер (Ambrosius Ziegler, 1684–1739), Виргиль Зедельмайр (Virgil Sedlmayr, 1690–1772), Одило Нойман (Odilo Neumann, 1667–1720), Беда Шалльхаммер (Beda Schallhammer, 1684–1760), Веремунд Гуфль (Veremundus Gufl, 1705–1761) и его 4-х томный труд «Универсальная схоластическая философия, основанная на своих принципах и в особенности оснащенная против новаторов» («Philosophia scholastica universa suis principiis firmata et adversus neotericos praecipue adornata», 1753), Эберхард Рюдорфер (Eberhardus Ruedorffer, 1701–1765) и его труд «Зальцбургский философ-томист, или Универсальная перипатетико-томистcкая философия в соответствии с мыслью Аристотеля и тщательно подготовленная ангельским Доктором св. Фомой» («Salisburgensis Thomista Philosophus, seu Universa philosophia peripatetico-thomistica ad mentem Aristotelis, et D. Thomae Doctoris Angelici elucubrata», 1732), Бертольд Фогль (Berthold Vogl, 1706–1771), Беда Зэауэр (Beda Seeauer, 1716–1785), Бернхард Штёгер (Bernhard Stöger, 1757–1815).
После упразднения ордена иезуитов факультеты философии и теологии Ингольштадта занимали профессоры бенедиктинских монастырей. Схоластов-бенедиктинцев Ингольштадтской коллегии, приезжавших из аббатства Святого Эммерама, представляли Иоганн Евангелист Шифферль (Johann Evangelist Schifferl, 1704–1771), Герман Шоллинер, Доминик Голловиц (Dominicus Gollowitz, 1761–1809), Беда Ашенбреннер (Beda Aschenbrenner, 1756–1817), Плацид Генрих (Placidus Heinrich, 1758–1825). В Ингольштадте Беда Ашенбреннер был первым теологом, который читал свои лекции на немецком, а не на латыни, поскольку в период правления императора Иосифа II немецкий язык был распространён на всю территорию Священной Римской империи.
В Испании широкой популярностью пользовался учебник «Philosophia rationalis nov-antiqua: sive disputationes selectae, in logicam et metaphysicam Aristotelis» бенедиктинского философа и теолога Хосе Саэнса де Агирре.

### Томизмордена регулярных клириков

##### Театинцы
Томизм театинцев определялся конституцией ордена «Constitutiones Congregationis Clericorum Regularium» (1628), составленной итальянский театинцем из Капуи Алессандро Парегрино C.R. (Alexander Peregrinus Capuanus, 1564–1634). Среди ордена театинцев широкую популярность приобрёл учебник по философии «Placita Philosophica» итальянского математика и философа из ордена Камилло Гварино Гварини, а также Луиджи Новарини C.R. (Aloysius Novarinus, 1594–1650) и его фундаментальный труд «Душа всех наук, то есть физио-теологические аксиомы» («Omnium scientiarum anima, hoc est, axiomata physio-theologica», 1644–1645) в 3-х томах, Паоло Арезе C.R. (Paulus Aresius, 1574–1644), Дзаккариа Паскуалиго C.R. (Zacharias Pasqualigus Veronensis, 1660–1664) и его двухтомный труд «Метафизические диспутации, в которых точно объясняется то, что относится к первой философии» («Disputationes metaphysicae quibus, quae ad primam philosophiam spectant, accurate exponuntur»1634–1636), Джованни Морандо C.R. (Joannes Morandus Veronensis, ?–?) и его трёхтомный трактат «Философский курс, то есть трактаты и вопросы, в которых всё излагается кратким и лёгким методом, чего обычно не хватает в наши дни в школах» («Cursus philosophici. Hoc est tractatus, et quaestiones, in quibus brevi, et facili methodo disputantur omnia, quae his temporibus in scholis desiderari solent», 1647), Гаэтано Феличе Верани C.R. (Cajetanus Felice Verani, 1647–1713) и его 4-х томный труд «Универсальная перипатетическая спекулятивная философия: обсуждаемые принципы и формальности метафизики, разделенные на четыре тома» («Philosophia universa speculativa peripatetica: principiis, ac formalitatibus Metaphysicis disputata, quatuor tomis digesta», 1684), Джованни Бонифачио Багатта C.R. (Joannes Bonifacio Bagatta, 1649–1702) и его труд «Философский курс» («Cursus philosophicus in unum corpus redactus», 1667), Франческо Мария дель Монако C.R. (Francescus Maria Del Monaco, 1593–1651) и его труд «Диспутации и комментарии к универсальной философии Аристотеля, которую обычно читают в школах» («In universam Aristotelis philosophiam, quae in scholis praelegi solet, disputationes et commentaria», 1652).

##### Меньшие регулярные клирики
Из ордена меньших регулярных клириков наибольшую известность обрел итальянский теолог и философ ордена Раффаэло Аверса, C.R.M. (Raphaelus Aversa, 1589–1657) и его учебник «Философия, включающая метафизику и физику, связанная вопросами» («Philosophia metaphysicam physicamque complectens quaestionibus contexta», 1625), а также «Логические установления, связанные с предшествующими вопросами» («Logica institutionibus praeviis quaestionibus contexta», 1623), Томас Уртадо, C.R.M. (Tomas Hurtado Toletanus, 1589–1659) — «О сверхъестественности сущего» («Praecursor theologus assecla D. Thomae, cuius doctrinae insequitur. Disputans theologice. De supernaturalitate entis», 1641).

##### Сомаски
Из ордена сомасков — итальянский философ и теолог, епископ Савоны Стефано Спинола C.R.C.S. (Stephanus Spinula, 1618–1682) и его труд «Новейшая философия» («Novissima philosophia summulas, logicam, et libros Physicorum, De coelo, De generatione, et corruptione, De metheoris, De anima, et Metaphysicorum complectens», 1651), Агостино де Анджелис C.R.C.S. (Augustinus de Angelus, 1606–1681) и его трактат «Философские лекции, разделенные на логику, физику и метафизику» («Lectiones philosophicae distinctae in logicas, physicas et metaphysicas», 1652), Антонино Ботто C.R.C.S. (Antoninus Bottus) и его трехтомный труд «Диспутации о логике, натурфилософии и метафизике Аристотеля, разделенные на три тома» («Disputationes in Aristotelis Logicam, philosophiam naturalem et metaphysicam, in tres tomos distributae», 1671).

##### Варнавиты
Из варнавитов большой популярностью пользовался учебник «Философия Тичино» («Philosophia Ticinensis», 1657) Сиджизмондо Сербеллони C.R.S.P. (Sigismundus Serbellonus, 1619–1662) и труд «Философское поле, в котором все диалектические вопросы кратко, ясно и точно обсуждаются на своих местах» («Campus philosophicus, in quo omnes dialecticae quaestiones breviter, clare, et subtiliter suo quaeque loco agitantur», 1619) Джованни Антонио Баранцано C.R.S.P. (Redemptus Baranzano, 1590–1622), «Утвердительная теология, состоящая из схоластических трактатов, составленных по новому методу полезности и наиболее адаптированных для краткости» («Theologia assertiva complectens tractatus scholasticos, nova methodo utilitati, ac brevitati maxime accommodata dispositos», 1673), Джузеппе Какерано C.R.S.P. (Don Joseph Cacheranus Taurinensis) и его труд «Утвердительная теология» («Theologia assertiva», 1673).

### Томизмцистерцианцев
Томизм цистерианцев определялся конституцией ордена «Regula, constitutiones et privilegia ordinis Cistertiensis: item congregationum monasticarum et militarium, quae cistertiense institutum observant», составленной в 1630 году испанский монахом-цистерианцем Кризостомом Энрикесом O.Cist. (Chrysostomus Henriquez, 1594–1632). Среди философов и теологов ордена цистерцианцев важное место занимал Хуан Карамуэль и Лобковиц, O.Cist. и его труд «Theologia moralis fundamentalis» (1657), Педро де Лорка O.Cist. (Petrus de Lorca, 1561–1612) и его трактат «Комментарии и диспутации на универсальный первый раздел второй части святого Фомы» («Commentaria et disputationes in vniuersam Primam secundae Sancti Thomae», 1609),  Эсташ Асселин O.Cist. (Eustachius a Sancto Paulo, 1573–1640) и его знаменитый труд «Четырёхчастная сумма философии» («Summa philosophiae Quadripartita», 1609), Кризостомо Каберо O.Cist. (Chrysostomus Caberus, 1585–1653) и его труд «Краткое повторение Суммул и сжатое извлечение всей логики» («Brevis Summularum recapitulatio succinctaque totius logicae evisceratio», 1623), Рафаэль Кёндих O.Cist. (Raphaelus Koendig, 1681–1758) из Залемского аббатства написал обширный трактат «Бинарный курс, то есть естественное и сверхъестественное, или философия и теология, связанные вместе и подчиненные друг другу» («Cursus binarius, id est naturalis et supernaturalis seu philosophia et theologia invicem concatenatae, et subordinatae combinatae», 1748).

### Томизмтринитариев
Томизм тринитариев определялся правилами и конституцией ордена «Regula primitiva et constitutiones fratrum Discalceatorum, Ordinis sanctissimae Trinitatis, Redemptionis Captivorum», составленной в 1630 году. Среди ордена тринитариев большое значение имели Мануэль де ла Консепсьон O.SS.T. (Emmanuel a Conceptione, 1627–1700) и его знаменитый трехтомный трактат «Философский курс тринитариев» («Cursus philosophici Trinitarii», 1682 и 1735), Хосе дель Эспириту Санто O.SS.T. (Joseph de Spiritu Sancto) и его трехтомный труд «Сердцевина философии, удобно разделенная на три части для трехлетнего курса, прочно основанная на принципах знаменитой иезуитской школы» («Medulla Philosophiae, pro triennali cursu in tres partes commode distributa: celeberrimae Jesuiticae Scholae principiis solide stabilit», 1728), Алехандро де ла Консепсьон / Алехандро Гальдиано Ромеро O.SS.T. (Alexander a Conceptione, 1672–1738) и его труд «Философия старая и новая» («Philosophia vetera et nova», 1721).

### Августинианствосервитов
Августинианство сервитов определялось учением Генриха Гентского. Среди наиболее знаменитых были Бенедетто Анджело Мария Канали O.S.M. (Benedictus Angelus Maria Canalus) и его труд «Философский курс, составленный по мысли торжественного доктора Генриха Гентского из ордена сервитов» («Cursus philosophicus ad mentem doctoris solemnis Henrici De Gandavo ordinis servorum B.M.V. digestus», 1715), Микеле Анджело Госио O.S.M. (Michael Angelus Gosius) и его труд «Философская сумма по мысли Генриха Гентского» («Summae philosophicae ad mentem Henrici Gandauensis», 1641).

### Томизмиеронимитов
Среди иеронимитов наиболее влиятельными были магистр Педро де Кабрера O.S.H. (Petrus de Cabrera Cordubensis, 1539–1616) и его труд «Комментарии и диспутации к третьей части св. Фомы» («In tertiam partem Sancti Thoma commentariorum et disputationum», 1602), Буэнавентура де Сан-Агустин O.S.H. (Bonaventura a S. Augustino, ?–1716) и его 4-х томный труд «Курс искусств в соответствии с превосходным учением Ангельского Учителя и этой школы» («Artium cursus juxta miram Angelici Praeceptoris et illius scholae doctrinam», 1738).

### Томизммерседариев
Самыми популярными среди ордена мерседариев были Педро де Хесус Мария / Педро де ла Серна O.de M. (Petrus a Jesu Maria, alias Serna, 1538–1630) и его труд «Комментарии к логике Аристотеля» («Commentaria in Logicam Aristotelis», 1624), Франсиско Сумель O.de M. (Franciscus Cumel / Zumel, 1540–1607), Педро де Онья O.de M. (Petrus de Oña Burgensis, 1560–1626) и его труд «Комментарии вместе с вопросами, посвящённые универсальной Большой логике Аристотеля» («Commentaria una cum quaestionibus super universam Aristotelis Logicam Magnam dicata», 1588).

### Томизмордена Монтесы
Среди известных философов и теологов ордена Монтесы был Хоакин Климент де ла Гаска (Joachimus Climent Valentinus) и его труд «Комментарии ко всей рациональной философии Аристотеля Стагирита с оживленными дискуссиями» («Commentariorum in universam philosophiam rationalem Aristotelis Stagiritae, cum animatis disputationibus», 1624).

## Схоластика иезуитов

### Коллегии иезуитской схоластики

#### Европа
Центрами преподавания схоластической философии и теологии стали иезуитские коллегии и университеты в разных странах Европы и в Латинской Америки.
В Австрии: Венский университет (Viennense Collegium).
В Беларуси: Мстиславская коллегия (Collegium Mscislaviense), Несвижская коллегия (Collegium Nesvisiensis).
В Бельгии: Английская льежская коллегия (Collegium Anglorum Leodiense), Лёвенская коллегия (Lovaniense Collegium).
В Венгрии: Трнавская коллегия (Collegium Tyrnaviense).
В Германии: Вюрцбургский университет (Herbipolitanum Collegium), Диллингенский университет (Dilinganum Collegium), университет Ингольштадта (Ingolstadiense Collegium), Мюнхенский университет (Monacense Collegium), Трирская коллегия (Trevirense Collegium) Фрайбургский университет, коллегия в Кёльне (Collegium Tricoronatum или Coloniense Collegium).
В Италии: Римская коллегия (Collegium Romanum), Папская греческая коллегия святого Афанасия (Collegium Romanum Graecorum Sancti Athanasii), Папская германско-венгерская коллегия (Pontificium Collegium Germanicum et Hungaricum de Urbe).
В Испании: Саламанкский университет (Collegium Salmanticense), университет Алькалы-де-Энарес (Collegium Complutense), коллегия Памплоны (Collegium Pampilonense), коллегия святого Игнатия в Вальядолиде (Collegium Vallisoletanum S. Ignatii), коллегия в Кордове (Collegium Cordubense), коллегия святого Стефана в Мурсии (Collegium Murcianum), коллегия в Сеговии (Collegium Segobiense), коллегия в Толедо (Collegium Toletanum), Императорская коллегия в Мадриде (Collegium Madritanum или Matritense Collegium Imperiale), коллегия в Овьедо (Collegium Ovetence), коллегия святого Герменегильдо в Севильи (Hispalense Collegium S. Hermenegildi), коллегия в Валенсии (Collegium Valentinum), коллегия Сарагоса (Collegium Caesaraugustanum), коллегия Тарасоны (Collegium Turiasonense), коллегия в Оропесе (Oropesanum Collegium).
В Литве (Беларуси): Полоцкая коллегия (Collegium Polocense), Виленская коллегия (Collegium Vilnensis).
В Польше: Вроцлавский университет, Краковская коллегия (Cracoviense Collegium).
В Португалии: коллегия Святого Духа в Эворе (Eborense Collegium), Коимбрский университет (Conimbricense Collegium), коллегия святого Антония в Лиссабоне (Ulyssipponense Collegium Sancti  Antonii).
Во Франции: Клермонская коллегия (Collegium Claromontanum), лионская коллегия святой Троицы (Lugdunense Collegium Sanctissimae Trinitatis), коллегия Сент-Омера (Collegium Audomarense).
В Чехии: Университет Палацкого (Collegium Nordicum).
В Швейцарии: коллегия святого Михаила (Collegium S. Michael) в Фрибуре.

#### Латинская Америка
В Мексике: Мексиканская коллегия святых апостолов Петра и Павла (Mexicanum Collegium Maximum Sanctorum Apostolorum Petri et Pauli), коллегия в Мериде (Meritense Collegium).

### Основные представители
Интеллектуальное влияние второй схоластики усиливалось созданием Общества Иисуса Игнатием Лойолой, одобренного папой римским Павлом III буллой «Regiminae militandis ecclesiae» 27 сентября 1540 года. Иезуиты считаются третьей «школой» второй схоластики, хотя это более относится к общему стилю академической работы, чем к какому-либо общему учению. Среди важных фигур особенно выделяются:
- Педру да Фонсека
- Альфонсо Сальмерон (Alphonsus Salmeron Toletanus, 1515–1585)
- Франсиско де Толедо
- Хуан де Мальдонадо (Joannes Maldonatus, 1533–1583)
- Сиприано де Суарес (Cypriano de Soarez, 1524–1593)
- Себаштиан Баррадас (Sebastianus Barradas Olyssiponensis, 1543–1615)
- Грегорио де Валенсия (Gregorius de Valentia, 1549–1603)
- Франсиско Лабата (Franciscus Labata, 1549–1631)
- Христофор Клавий
- Педро де Аррубаль (Petrus de Arrubal, 1559–1608)
- Криштован Жил (Christophorus Gillius, 1552–1608)
- Франческо Альбертини (Franciscus Albertinus, 1552–1619)
- Козимо Аламанни (Cosmus Alamannus Mediolanensis, 1559–1634)
- Бартоломео Амиче (Bartholomeus Amicus, 1562–1649)
- Диего Руис де Монтойя (Didacus Ruiz de Montoya, 1562–1632)
- Дени Пето
- Жан де Лорини (Joannes Lorinus, 1559–1634)
- Джироламо Фазоло (Hieronymus Fasolus, 1566–1639)
- Адам Таннер (Adamus Tannerus, 1572–1632)
- Корнелий Лапид
- Якоб Гретсер (Jacobus Greitserus, 1562–1625)
- Бернардо де Альдерете (Bernardus Aldrete, 1565–1657)
- Филипп Монсе (Philippus Moncaeus Parisiensis, 1570–1619)
- Бенито де Роблес (исп. Benito de Robles, 1571–1616)
- Валентин де Эрисе (Valentinus de Herice, 1572–1636)
- Гаспар Уртадо (Gaspar Hurtado, 1575–1647)
- Луи ле Мера (Ludovicus Maeratius Trecensis, 1577–1664)
- Максимилиан ван дер Сандт (Maximilianus Sandaeus, 1578–1656)
- Франческо Амико (Franciscus Amicus, 1578–1651)
- Мартин Перес де Унаноа (Martinus Perez ab Unanoa, 1580–1660)
- Лоренц Форер (Laurentius Forerus, 1580–1659)
- Пауль Гульдин
- Паоло де Валле
- Антонио Рубио
- Мартин Смиглецкий
- Бенито Перейра
- Коимбрские схоласты
- Роберт Беллармин
- Мартин Бекан
- Хуан де Луго
- Фридрих Шпее
- Франсиско Суарес
- Луис де Молина
- Габриэль Васкес
- Роберт Парсонс
- Педро Уртадо де Мендоса
- Джулио Чезаре Рекупито (Julius Caesar Recupitus Neapolitanus, 1581–1647)
- Теофиль Рейно (Theophilus Raynaudus, 1583–1663)
- Бернардино Мацциотта (Bernardinus Mazziotta 1587–1656)
- Франсуа Анна (Franciscus Annatus, 1590–1670)
- Франсиско Гонсалес де Санта Крус (Franciscus Gonzalez de Santa Cruz, 1591–1661)
- Родриго де Арриага
- Франсиско де Овьедо
- Себастьян Искьердо
- Афанасий Кирхер
- Каспар Шотт
- Тирсо Гонсалес
- Алонсо де Пеньяфьель (Ildephonsus de Peñafiel Peruanus, 1593–1657)
- Леонардо де Пеньяфьель (Leonardus de Peñafiel Peruanus Riobambensis, 1597–1657)
- Хуан Мартинес де Рипальда
- Бернардо де Альдрет (Bernardus Aldrete Zamorensis, 1594–1657)
- Диего де Авенданьо (Didacus de Avendaño Segoviensis, 1594–1698)
- Кристобаль де Вега (Christophorus de Vega Tubalensis, 1595-1672)
- Бальтазар Теллес (1596–1675)
- Франц ван дер Векен (Franciscus Vekenus, 1596–1664)
- Жорж де Род (Georgius de Rhodes, 1597–1661)
- Кристобаль де Ортега (Christophorus de Ortega, 1597–1686)
- Мельхиор Корнеус (Melchior Cornaeus, 1598–1665)
- Антонио Перес (Antonius Perez Pontireginensis, 1599–1649)
- Гаспар Рибаденейра (1611–1675)
- Томас Комптон Карлтон (1591–1666)
- Франсиско Алонсо (Franciscus Alonso/Alphonsus, 1600–1649)
- Джованни Баттиста Джаттини (Joannes Baptista Giattinus Panormitanus, 1601–1672)
- Гийом Шаброн (Guillelmus Chabronus 1601–1671)
- Пьер Готрюш (Petrus Galtruchius Aurelianus, 1602–1681)
- Франсиско Суарес Португальский (1605–1659)
- Мартин де Эспарса Артьеда (Martinus de Esparza Artieda Navarrus, 1606–1689)
- Хосе де Ольсина (Josephus de Olzina, 1607–1667)
- Оноре Фарбри
- Антонио Бернальдо де Кирос (1613–1668)
- Матиас Борруль (Matias Borrull, 1615–1689)
- Андрес Юнио (Andreas Junius Caledonius, 1619–1679)
- Кристоф Хаунольд (Christophorus Haunoldus, 1620-1689)
- Томаш Млодзяновский (Tomasz Mlodzianowski, 1622–1686)
- Уильям Эйлсворт (Gulielmus Ayleworth, 1623–1679)
- Джованни Баттиста Де Бенедиктис (Joannes Baptista de Benedictis, 1622–1706)
- Фульдженцио Кастильоне (Fulgentius Castiglione Panormitanus, 1629–1693)
- Франсиско де ла Маса (Franciscus de Maza, 1629–1688)
- Игнасио Франсиско Пейнадо (Ignatius Franciscus Peinado Argandensis, 1633–1696)
- Ян Моравский (Joannes Morawski, 1633-1700)
- Агоштинью Лоренсу (Augustinus Laurentius, 1634–1695)
- Николас де Олеа (Nicolaus de Olea Peruanus Limensis, 1635–1705)
- Антониу Виейра
- Ричард Линч (Richardus Lynceus, 1611–1676)
- Габриэль де Энао (Gabriel de Henao, 1611–1704)
- Сильвестро Мауро (Sylvester Maurus, 1619–1687)
- Хуан да Ульоа (Joannes de Ulloa, 1639–1723)
- Джузеппе Полицци (Josephus Polizzius Platiensis, 1603–1691)
- Джованни Петробелли (Joannes  Petrobellus, fl. 1690)
- Андре Семери (Andreas Semery Remus, 1630–1717)
- Оттавио Каттанео (Octavius Cattaneus, 1633–1679)
- Фердинанд Вальдхаузер (Ferdinandus Waldhauser, 1641–1707)
- Антониу Кордейру Эспиноса (Antonius Cordeyro, 1641–1722)
- Филипе Аранда (Philippus Aranda, 1642–1695)
- Карло Антонио Каснеди (Carolus-Antonius Casnedi, 1643–1725)
- Каспар Книттель (1644–1702)
- Иоганн Сенфтлебен (Johannes Senftleben, 1648–1693)
- Педро де Медрано (Petrus de Medrano Peruanus Limensis, 1649-1725)
- Хуан Баутиста Гормаc (Joanne Baptistas Gormaz, 1650–1708)
- Антонио Форти (Antonius Fortis Calatajeronensis, 1651–1707)
- Хосе де Агилар (1652–1708, Joseph de Aguilar Peruanus Limensis)
- Висенте Рамирес (Vincentius Ramirez Matritensis, 1652–1721)
- Луиджи/Лодовико Винченцо Мамиани делла Ровере (Aloysius Vincentius Mamianus de Ruvere, 1652–1730)
- Хуан Марин (Joannes Marin Oconensis, 1654–1725)
- Джованни Баттиста Толомеи
- Пауль Алер
- Ежи Генгель (Georgius Gengell, 1657–1727)
- Максимилиан Ветровский (Maximilianus Wietrowsky, 1660–1737)
- Альваро Сьенфуэгос
- Бурхард Линген (Burchard Lingen 1661–1713)
- Грегорио Баррето (Georgius Barreto, 1669–1729)
- Хосе де Араухо (Josephus de Araujo, 1680–1759)
- Луис де Лоссада (Ludovicus Lossada, 1681–1748)
- Силвештри Аранья (Silvester Aranha Lusitanus Ulyssiponensis, 1689–1768)
- Ян Гремнер (Joannes Gremner, 1695–1757)
- Диего Мартин де Куадрос (Didacus Martin de Cuadros, 1677–1746)
- Доменико Вива (Domenicus Viva, 1684–1726)
- Жак Деделли (Jacobus Dedelley, 1694–1757)
- Андреа Спагни (Andreas Spagnius 1716–1788)
- Бенедикт Штатлер (Benedictus Stattler, 1728–1797)
- Карл Шерффер
- Сигизмунд фон Шторхенау (Sigismundus Storchenau, 1731–1797)
- Андрес де Гевара-и-Басоасабаль (Andreas de Guevara et Basoazabal, 1748–1801)

Начиная с XVIII века философия иезуитов Германии испытывает влияние философии Христиана Вольфа. Например, в трактате иезуита Яна Гремнера «Philosophia Vetus et Nova, in tres tractatus distributa» (1748), в трактате «Institutiones metaphysicae» (1754) Карла Шерффера, в трактате «Philosophia methodo scientiis propria explanata» (1769) Бенедикта Штаттлера, где принимается вольфианское четырёхчастное разделение метафизики на онтологию, космологию, психологию и естественную теологию.

### Библиотека авторов иезуитов
Одной из задач ордена Общества Иисуса стала подготовка энциклопедической библиографии под названием «Bibliotheca Scriptorum Societatis Jesu», где по категориям перечисляются философы и теологи иезуитов. Самыми знаменитыми библиографами были Филипп Алегамбе, Натаниэль Бэкон (под псевдонимом Саутвелл), Педро де Риваденейра, Жан Болланд.

### Устав Игнатия Лойолы
Constitutiones Societatis Iesu Игнатия Лойолы содержал предписание следовать учению Аристотеля в философии: 
«В логике и в философии естественной и моральной, а также в метафизике нужно следовать учению Аристотеля, равно как и в других свободных искусствах».
В схоластической теологии конституция предписывала придерживаться томизма и учения Фомы Аквинского:
«По теологии нужно будет читать Ветхий и Новый Завет, а также схоластическое учение святого Фомы, а из позитивного богословия следует отобрать тех [авторов], которые лучше подходят для нашей цели».

### Педагогическая система Ratio Sudiorum
Система образования была изложена генералом Общества Иисуса Клаудио Аквавивой в «Ratio atque Institutio Studiorum Societatis Iesu» («Официальный план образования Общества Иисуса»), где утверждалось, что «обучающийся в коллегиях общества Иисуса обязывается не к заботе о душе, не к торжеству жертвенности или другим подобным послушаниям, которые обычно отвращают от учебы и способствуют тому, что человек в таких заведениях ищет единственно Богопочитания, но к получению таких профессий, которые позволяют исполнить миссию апостолического служения и взять на себя всякую прочую работу на Божьей службе для помощи душам». «В учении должен господствовать порядок, прочный фундамент которого составляет латинский язык, его изучение должно предварять изучение свободных искусств, которое, в свою очередь, предшествует занятию схоластической (спекулятивной) и позитивной теологией».

### Томизм иезуитов
Игнатий Лойола, восхищаясь учением Фомы Аквинского в Париже в 1533 году, выбрал последнего доктором ордена. Следуя желанию их основателя, 41-й декрет 5-й Генеральной конгрегации в 1593 году обязало членов Общества Иисуса сплотиться вокруг томистского учения:
Наши учителя схоластической теологии должны следовать учению святого Фомы. В дальнейшем их не следует выдвигать на кафедры теологии, если они не благосклонны к святому Фоме. Любой, кто менее предан тому же автору или противостоит ему, должен быть отстранен от должности преподавателя. 
Тем не менее Франсиско Суарес пытался преобразовать томизм, учитывая критику со стороны оккамистов и скотистов. В отличие от Фомы Суарес отвергает реальное различие между сущностью и существованием. Сущность и существование – не различные вещи, как полагали томисты, но мысленные различия, имеющие основание в вещи.

### Диспутация (disputatio) как метод схоластики
Doctor Eximius Франсиско Суарес начал свою карьеру в качестве комментатора третьей части Summa theologiae Фомы Аквинского. При анализе его богословских идей Суарес обнаружил, что ему постоянно приходилось обращаться к философским концепциям, чтобы прояснить те или иные идеи, и что эти концепции имели собственную логику, понятность и структуру, независимо от их вспомогательной связи с теологией. Это побудило его написать метафизический трактат, который должен был быть не комментарием к Аристотелю, а независимым трудом, основанным на органическом методе. Этот труд, Disputationes Metaphysicae, был опубликован в двух томах в 1597 году. Именно с него заканчивается средневековая философия и начинается постсредневековая схоластика. В нём сочетаются совершенное созвучие литературной формы и логической структуры. Весь трактат состоит из 54 «диспутаций», по 27 в каждом томе, и разбит на пять разделов, при этом ко второму тому имеется приложение.
Вслед за «Disputationes metaphysicae» Франсиско Суареса, знаменующим отход от комментаторского метода и окончательный триумф метода диспутации, схоластические мыслители, вдохновленные примером Doctor Eximius, начали писать трактаты, планы которых разрабатывались каждым автором самостоятельно.
Тем не менее, метод диспутации уже ранее использовался в небольших трактатах у таких представителей второй схоластики ордена иезуитов университета Ингольштадта и Диллингенского университета, как Питер Бакер (Petrus Bacherius, 1517–1601) в «Disputatio metaphysica, physica, logica» (1586), Бальтазар Хагель (Balthasarus Hagelius, 1551–1616) в «Disputatio philosophica de meteoris, hoc est de iis rebus», Михаэль Реннер (Michael Renner, 1554–1611) в «Disputatio philosophica, de rerum causis» (1590), Адам Хиггинс (Adam Higinius, 1563–1612) в «Disputatio philosophica de variis philosophiae partibus» (1594).

## Моральная философия

### Моральная философия иезуитов
Основным методом моральной философии второй схоластики являлся казуистический метод, который был особенно популярен среди философов иезуитов, сущность которого заключается в рассмотрении, анализе отдельных казусов, или случаев, совести (casus conscientiae) и их соотношение с нравственными законами. Наиболее популярными философами-казуистами были Антонио Эскобар-и-Мендоса, чья Summula casuum conscientiae (1627 г.) пользовалась большим успехом. Одной из проблем, которая решалась иезуитами, было соотношение намерений и действия (поступков) человека. Согласно иезуиту Эскобару-и-Мендосе, чистота намерений оправдывает действия.
В моральной теологии использовался вероятностный подход (пробабилизм), позволяющий ответить на вопрос, что делать, если не знаешь, как поступить, другими словами, это способ приблизиться к сложным вопросам совести. Пробабилизм предполагает, что нужно следовать авторитетному мнению (Учителям Церкви) относительно того, может ли поступок быть нравственен, даже если противоположное мнение более вероятно. Мнение является вероятным тогда, когда благодаря внутренним или внешним аргументам оно способно получить согласие многих благоразумных людей. Иезуиты, такие как Габриэль Васкес, развили пробабилизм, различая внутреннюю вероятность (основанную на аргументах) и внешнюю вероятность (основанную на авторитетах).
Другими известными представителями нравственной философии среди иезуитов были Франсиско Суарес (Franciscus Suarez Granatensis, Ad primam secundae D. Thomae tractatus quinque theologici), Мануэл де Са (Emanuel Sa / Saa, Scholia in Quatuor Evangelia, 1596 г.), Энрике Энрикес (Henricus Henriquez, 1536–1608, Summae theologiae moralis),Томас Санчес (Thomas Sanchez Cordubensis, 1550–1610, Opus morali in praecepta Decalogi), Хуан де Салас (Joannes de Salas Castellani Gumielensis, 1553-1612, Disputationum in primam secundae Divi Thomae), Винченцо Филлиуччи (Vincentius Filliucius Senensis, 1566–1622, иезуит и заключенный в тюрьме Святого Петра, Moralium quaestionum de christianis officiis et casibus conscientiae), Пауль Лайман (Paulus Laymannus, 1574–1635, Theologia Moralis, 1625 г.), Хуан Азор (Joannes Azorius Lorcitanus, 1535–1603, Institutionum Moralium, in quibus universae quaestiones ad conscientiam recte aut prave factorum, 1600 г.), Мартин де Брессер (Martinus Bresserus Boxtellanus 1585–1635, De Conscientia Libri VI), Луи Селло (Ludovicus Cellotius, 1588–1658), Валер Раньо (Valerius Reginaldus, 1545–1623, Compendaria praxis difficiliorum casuum conscientiae), Герман Бузембаум (1600–1668), Якоб Гретсер (Jacobus Gretscherus, 1562–1625), Эштеван Фагундес (Stephanus Fagundez Lusitani Vienensis, 1577–1645, Quaestiones de christianis officiis et casibus conscientiae in quinque ecclesiae praecepta), Фернандо де Кастро Палао (Ferdinandus de Castro Palao Legionensis, 1581–1633, Operis moralis de virtutibus, et vitiis contrariis), Жан Ле Прево (Joannes Praepositus Atrebatis, 1570–1634, Commentaria in primam secundae S. Thomae), Луи ле Мера (Ludovicus Maeratius Trecensis, 1577–1664, Disputationum in Summam theologiam S. Thomae), Никколо Бальделли (Nicolaus Baldellus, 1573–1655, Disputationes ex morali Theologia), Клод Лакруа (Claudius La Croix, 1652–1714, Theologiam moralem), Джеймс Гордон (Jacobus Gordonus Lesmorius Aberdonensis, 1553–1641, Theologia moralis universa octo libris), Жиль де Конинк (Aegidius Coninck, 1571–1633, De moralitate, natura, et effectibus actuum supernaturalium in genere), Диего Гранадо (Jacobus Granadus Gaditanus, 1571–1632, Commentarii In Summam Theologiae Sancti Thomae), Франсиско де Луго (Franciscus de Lugo Hispalensis, 1580–1652, Decursus praevius ad theologiam moralem sive De principiis moralibus actuum humanorum hoc est, de conscientia et motu animi voluntario), Хуан Карденас (Joannes de Cardenas Hispalensis, 1613–1684, Crisis Theologica, in qua plures selectae Difficultates ex Morali Theologia), Этьен Бони (Stephanus Bauny Mosomensis, 1564–1649, De sacramentis ac personis sacris, earum dignitate obligationibus ac jure. Theologiae Moralis), Франческо Барди (Franciscus Bardus Panormitanus, 1583–1661, Disceptationes morales de conscientia in communi, recta, erronea, probabili, dubia, et scrupulosa), Хуан де Дикастильо (Joannes de Dicastillo, 1584–1653, De Sacramentis in genere disputationes scholastic et morales, 1652), Томмазо Тамбурини (Thomas Tamburinus Caltanisettensis 1591–1675, Theologia moralis), Кристоф Хаунольд (Christophorus Haunoldus, 1620–1689, Theologiae Speculativae Scholasticis praelectionibus et exercitiis accommodatae Libri IV), Томас Муньеса (Thomas Muniessa, 1627–1696, Stimulus conscientiae), Кристоф Шоррер (Christophorus Schorer, 1603–1678, Theologia ascetica siue doctrina spiritualis uinuersa ex suis principiis methodice, et breuiter deducta, et ad usum parata), Энтони Терилл (Antonius Terillus Anglus, 1623–1676, Fundamentum totius theologiae moralis, seu tractatus de conscientia probabili),  Карло Антонио Каснеди (Carolus Antonius Casnedi, 1643–1725, Crisis theologica, in qua selectiores, et acriores hujus, et elapsi saeculi controversiae, subsecutura in elencho legendae, discutiuntur), Никколо Маццотта (Nicolaus Mazzotta, 1669–1737, Theologia Moralis, omnem rem moralem absolutissime complectens), Поль Габриэль Антуан (Paullus Gabriel Antoine, 1678–1743, Theologia moralis universa, complectens omnia morum praecepta, et principia decisionis omnium conscientiae casuum), Франц Ксавьер Шмальцгруебер (Franciscus Schmalzgrueber, 1663–1735, Consilia seu responsa juris), Эдмунд Войт (Edmundus Voit, 1707–1780, Theologia moralis ex solidis probatorum authorum principiis, et variorum casuum fictorum et factorum resolutionibus), Поль Габриэль Антуан (Paulus Cabriele Antoine, 1678–1743, Theologia moralis universa, complectens omnia morum praecepta, et principia decisionis omnium conscientiae casuum, suis quaeque momentis stabilita).
Одним из основных тезисов казуистики была необходимость приспособления строгих нравов ранних отцов христианства к современным условиям и заботам, а также большая снисходительность к человеческому несовершенству. Это привело в некоторых крайних случаях к оправданию ростовщичества, убийства, цареубийства, лжи через «ментальную уловку», прелюбодеяния и потери девственности до брака — все те случаи, которые Блез Паскаль рассматривал в «Письмах к провинциалу».

### Моральная философия францисканцев
К моральным философам среди францисканцев принадлежали испанский францисканец-обсервант Энрике де Вильялобос O.F.M. Obs. (Enrique de Villalobos, ?–1637, Summa de la theologia moral y canonica), итальянский францисканец-конвентуал Бартоломео Мастри да Мельдола O.F.M. Conv. (Bartholomaeus Mastrius de Meldula 1602–1673, Theologia moralis ad mentem DD. Seraphici, et Subtilis concinnata, et in disputationes vigintiocto distributa), Бонавентура Белутто O.F.M. Conv. (Bonaventura Belluto, 1600–1676), немецкий францисканец-конвентуал Райнер Сассерат O.F.M. Conv. (Reinerus Sasserath, 1696–1771, Cursus theologiae moralis in quatuor partes divisus, adnexis cuivis tractatui casibus practicis, solide, ac breviter resolutis, 1787), немецкие францисканцы-реколлеты Бруно Нойсер O.F.M. Rec. (Bruno Neusser, 1628–1679, Absolutissima Polyanthea theologo-morali-canonica in qua ex definitionibus), Патрик Спорер O.F.M. Rec. (Patricius Sporer, 1600–1683, Theologia moralis super Decalogum seu decem Dei praecepta), Франц Хэнно O.F.M. Rec. (Franciscus Henno, 1662–1714, Theologia moralis et scholastica de actibus humanis eorumque regulis et principiis), Аполлоний Хольцманн O.F.M. Rec. (Apollonius Holzmann, 1681–1749, Theologia moralis usitato in scholis ordine, ac methodo concinnata), Килиан Каценбергер O.F.M. Rec. (Kilianus Kazenberger, 1671–1750, Supplementum theologiae moralis decalogalis), Беньямин Элбель O.F.M. Rec. (Benjamin Elbel, 1690–1756, Theologia moralis decalogalis et sacramentalis per modum conferentiarum casibus practicis illustrata et applicata), немецкий францисканец-реформатор Анаклет Райфенштуэль O.F.M. Ref. (Anacletus Reiffenstuel, 1641–1703, Theologia moralis, brevi simulque clara methodo comprehensa), итальянский капуцин Гаудецио да Брешия O.F.M. Cap. (Gaudentius Bontempus Brixiensis, 1612–1672, Palladium Theologicum seu tuta theologia scholastica ad intimam mentem d. Bonaventurae Seraphici Doctoris), французский капуцин Элуа де Ла-Бассе O.F.M. Cap. (Eligius Bassaeus, 1585–1670, Florum totius theologiae practicae, tum sacramentalis, tum moralis), итальянский францисканец-обсервант Сабино да Болонья O.F.M. Obs. (Sabinus Bononiensis, 1665–1742, Lux moralis bipartita illustratione universam quasi moralem theologiam summatim elucidans).

### Моральная философия доминиканцев
В моральной теологии доминиканцы выступали противниками вероятностного подхода иезуитов, например, против казуистического метода иезуита Томмазо Тамбурини (Thomas Tamburinus Caltanisettensis 1591–1675). Наиболее известными были испанский доминиканец Луис Лопес O.P. (Ludovicus Lopez, 1520–1596, Instructorium Conscientiae), итальянский доминиканец Фульдженцио Кунильяти O.P. (Fulgentius Cuniliatus, 1685–1759, Universae theologiae moralis accurata complexio instituendis candidatis accommodata), французский доминиканец Жан Батист Гоне O.P. (Joannes Batista Gonet, 1616–1681) и его труд «Щит томистской теологии против новых противников» («Clypeus theologiae thomisticae contra novos ejus impugnatores», 1659).

### Моральная философия других орденов
Большим авторитетом среди моральных философов пользовались испанец Хуан Санчес (Joannes Sanchez Abulensis, Selectae et practicae disputationes de rebus in administratione sacramentorum), , английский бенедиктинец Грегори Сэйер O.S.B. (Gregorius Sayrus Anglus, 1560–1602, Clavis regia sacerdotum, casuum conscientiae sive Theologiae moralis), немецкий бенедиктинец Людвиг Бабенштубер O.S.B. (Ludovicus Babenstuber, 1660–1726, Ethica supernaturalis Salisburgensis sive cursus theologiae moralis: ordine et methodo in celeberrima, archi-episcopali, Benedictina Universitate Salisburgensi usitatis concinnatus, 1718), итальянские театинецы Антонино Диана C.R. (Antoninus Diana Panormitanus, 1586–1663, Resolutiones Morales) и Джованни Анджело Босси C.R. (Joannes Angelus Bossius, 1590–1665, Moralia varia, ad usum utriusque fori duodecim comprehensa titulis),

## Протестантская схоластика

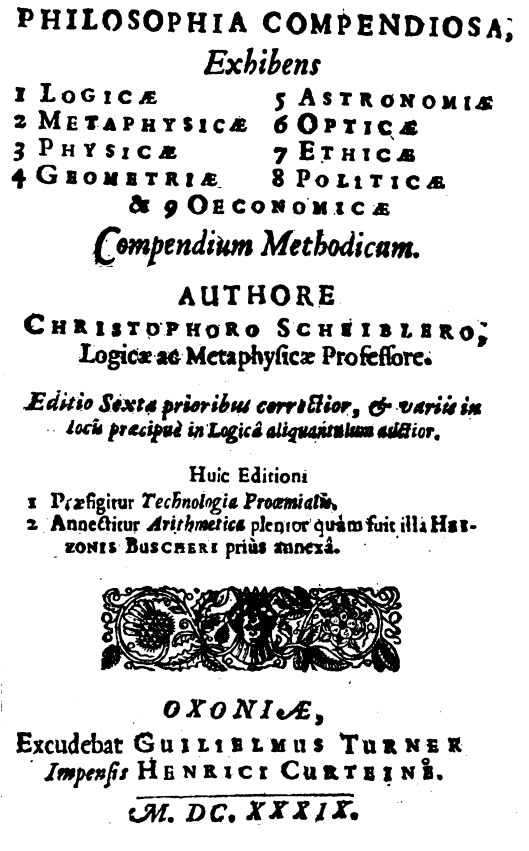
«Philosophia compendiosa», Христоф Шейблер

Основная статья: Реформатская схоластика

### Университеты протестантской схоластики
В отличие от католической схоластики, центрами Реформаторской схоластики стали академия Херборна (Academia Nassauensis), Марбургский университет имени Филиппа (Alma Mater Philippina), Тюбингенский университет, Гисенский университет, Йенский университет, Альтдорфский университет, Гейдельбергский университет и прочие, ставшие центрами энциклопедического рамизма и колыбелью концепции пансофизма.

### Представители протестантской схоластики
Среди известных схоластических философов, преподававших в этих университетах, были Иоганн Генрих Альстед, Иоганн Альтузий, Варфоломей Кеккерман, Клеменс Тимплер, Рудольф Гоклениус, Якоб Лорхард, Иоганн Франц Будде, Иоганн Христоф Штурм, Христоф Шейблер, Иоганн Микрелий, Абрахам Калов, Иоганн Дойчман, Нильс Геммингсен, Иоганн Адам Шерцер.

### Протестантские философские энциклопедии
Компендиумы философии в протестантской схоластике обычно содержали все известные на то время области знаний. «Philosophia compendiosa» (1639) Христофа Шейблера включает разделы:
1. Логика.
2. Метафизика.
3. Физика.
4. Геометрия.
5. Астрономия.
6. Оптика.
7. Этика.
8. Политика.
9. Экономика.

## Учебные схоластические курсы (Cursus philosophicus)

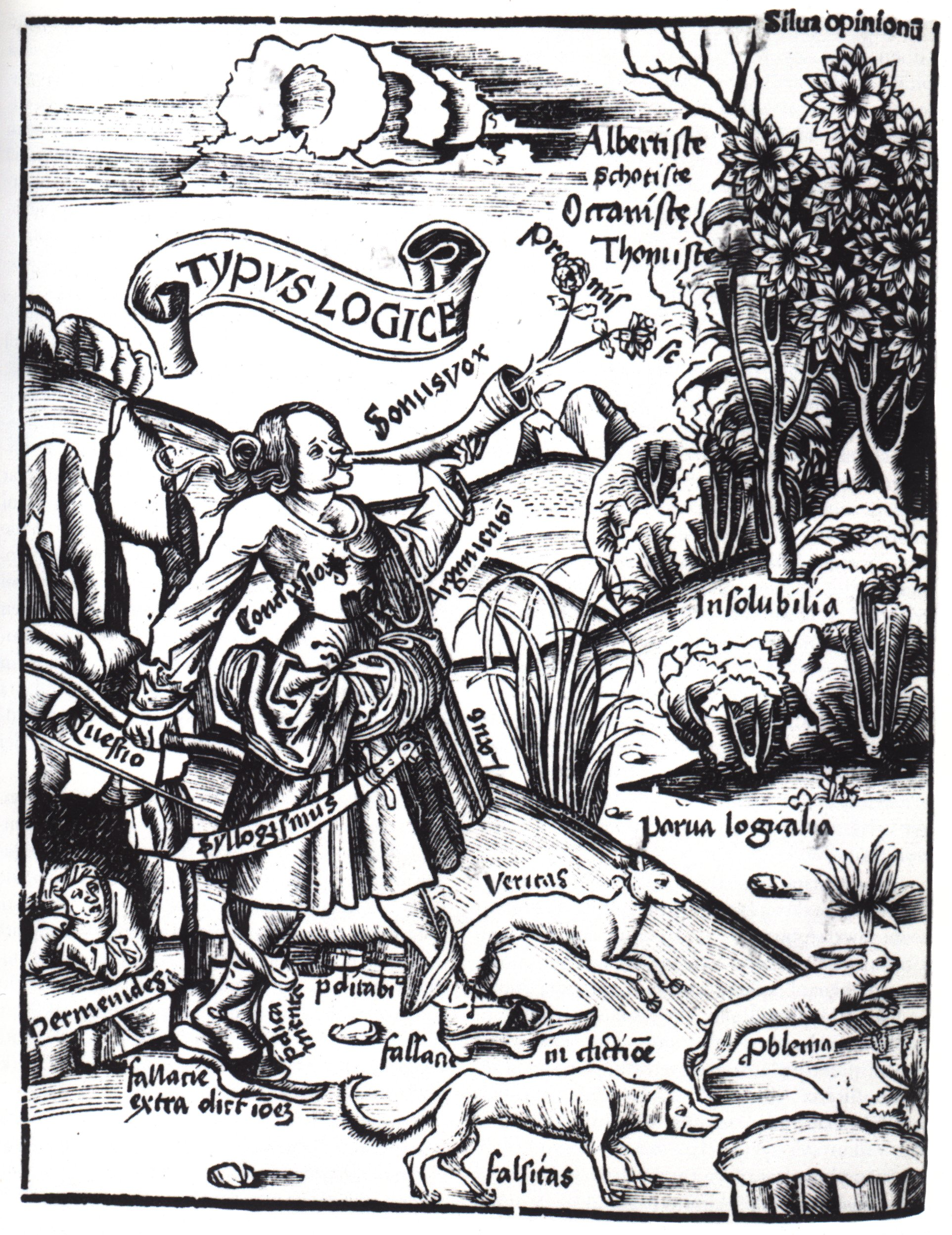
«Margarita Philosophica», Typus Logice, Грегор Рейш

Cursus philosophicus — обширный трактат, по возможности включающий в себя все разделы современного ему философского знания.
1. Диалектика (малая логика, или введение в логику).
2. Логика (большая логика, philosophia rationalis) — «Категории», «Об истолковании», «Первая аналитика» и «Вторая аналитика» Аристотеля.
3. Физика (philosophia naturalis) — «Физика», «О небе», «О возникновении и уничтожении», «Метеорологика» Аристотеля.
4. Психология (de anima) — «О душе» Аристотеля.
5. Метафизика — «Метафизика» Аристотеля.

Логика в трактатах посттридентской схоластики, например в трудах Педру да Фонсеки, стала разделяться на малую и большую (logica parva et major), или на диалектику и большую логику (philosophia rationalis) в Коимбрском курсе. Диалектика представляла собой элементарный курс логики или введением в неё, в то время как большая логика являлась сложным учением, рассматривавшим гносеологические вопросы и содержавшим обоснование логики и всякой рациональности.

### Cursus Conimbricensis
Основная статья: Коимбрский курс
Одними из наиболее популярных учебников стал Коимбрский курс (Cursus Conimbricensis), составленный иезуитскими профессорами коллегии искусств университета города Коимбры в Португалии. Курс содержал 8 томов комментариев на трактаты Аристотеля, изданный с 1592 по 1606 год:
- натурфилософские (8 книг «Физики», 4 книги «О небе», «Метеорологика», «О частях животных», 2 книги «О возникновении и уничтожении»);
- логические («Комментарии к диалектике Аристотеля»);
- этические («Никомахова этика»);
- психологические (3 книги «О душе»)[18].

Коимбрские схоласты были иезуитами, которые взяли на себя интеллектуальное лидерство в римско-католическом мире, обогнав доминиканцев в начале XVI века. Среди них были Луис де Молина, Франсиско Суарес и в Италии Джованни Ботеро.

### Cursus Complutensis (Cursus Carmelitanus)

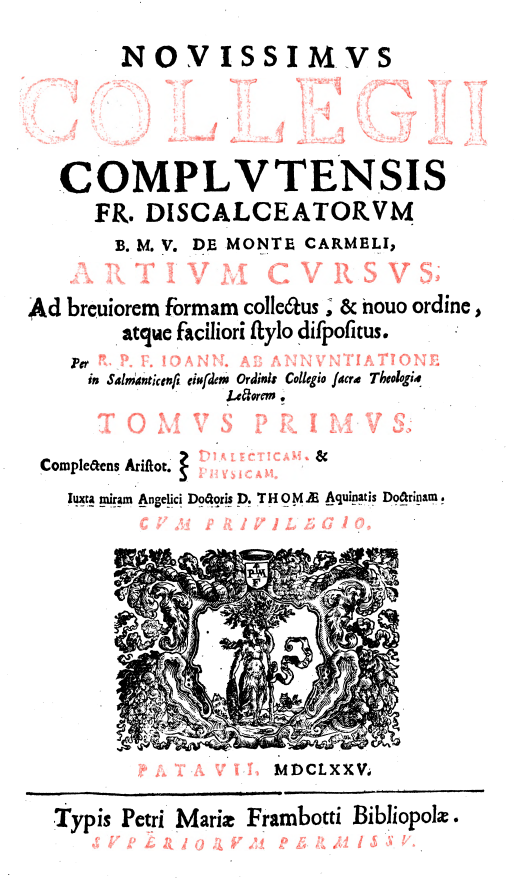
«Novissimus collegii Complutensis Fr. Discalceatorum B.M.V. de monte Carmeli», 1675

Вторым по значимости философским курсом стал Cursus Complutensis, написанный кармелитскими профессорами коллегии святого Кирилла в Алькале-де-Энарес (Комплутуме). Интеллектуальная жизнь реформированного ордена босых кармелитов переживала расцвет на философском уровне, в первую очередь, благодаря комментариям «Commentarii cum disputationibus et quaestionibus in universam Aristotelis Stagiritae logicam» (Мадрид, 1608), написанными Диего де Хесусом / Диего де Салабланка Галиндо (Didacus a Jesu / Diego de Jesus, 1570–1621), открывавший путь к Cursus Complutensis (Алькала, 1624–1628).
В сотрудничестве с другими кармелитами Антонио де ла Мадре де Диос / Антонио де Олива и Ордас (Antonius a Matre Dei / Antonio de la Madre de Dios, 1583–1637) создал энциклопедию, предназначенную для студентов, изучающих искусства и философию, в качестве справочника к «Summa Theologica» Фомы Аквинского. Этот 4-х томный труд первоначально назывался «Collegium Complutense philosophicum, hoc est artium cursus, sive disputationes in Aristotelis dialecticam et philosophicam naturalem, juxta Angelici Doctoris D. Thomae doctrinam et ejus scholam» («Философские сочинения коллегии Комплутума, т. е. курс искусств или рассуждения по диалектике и натурфилософии Аристотеля согласно учению ангельского Доктора Фомы и его школы»). Сначала курс содержал трактаты по логике, написанные Мигелем де ла Сантисима Тринидадом (Michael a SS. Trinitate / Miguel de la Santísima Trinidad, 1588–1661), но со временем были добавлены трактаты по метафизике и нравственной философии Антонио де ла Мадре де Диосом.
Комментарий к Метафизике Аристотеля Блеза де ла Консепсьона / Бертран Рике (Blasius a Conceptione / Bertrand Riquet, 1603–1694) был добавлен в качестве пятого тома к лионским изданиям 1651 и 1668 годов, имеющий название «Metaphysica, in tres libros divisa. In quibus metaphysicales quae ad integritatem philosophici Carmelit» (Париж, 1642), а также комментарий к Никомаховой этике —  «Philosophia moralis in tres libros divisa. In qua morales quæ ad integritatem philosophici Carmelitarum Excalceatorum Complutensium cursus desiderabantur quaestiones disputantur» (Париж, 1647). Иоанн де ла Анунсьасьон / Хуан Льянес Кампоманес (Joannes ab Annuntiatione / Juan Llanes Campomanes, 1633–1701) дополнил издание специальными вопросами по метафизике и натурфилософии (Лион, 1669–1671). После этого полный Cursus Complutensis состоял из 7-ми томов (5 томов Иоанна и 2 тома Блеза) и стал классическим введением в Cursus theologicus Salmanticensis, для которого он послужил образцом.

### Cursus Salmanticensis

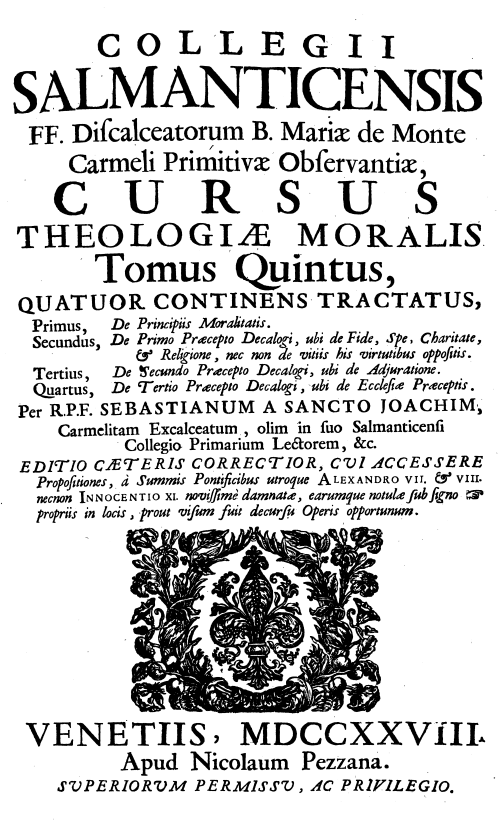
«Collegii Salmanticensis FF. discalceatorum B. Mariae De Monte Carmeli primitivae observantiae, Cursus theologiae moralis», Sebastianus de Sancto Joachim, 1728

«Cursus theologicus Summam theologicam angelici doctoris d. Thomae complectens» был составлен босыми кармелитами, которые преподавали в университете Саламанки между 1600 и 1725 годами, а именно Антонио де ла Мадре де Диос (Antonius a Matre Dei, 1583–1637), Доминго де Санта Тереза (Dominicus a S. Theresia / Domingo de Santa Teresa, 1604–1654), Хуан де ла Анунсьасьон (Juan de la Annunciatione, 1633–1701), Антонио де Сан Хуан Баутиста (Antonio de San Juan Bautista, 1641–1699) и Ильдефонсо де лос Анхелес (Ildefonso de los Angeles, 1663-1737).
14-ти томный курс, на создание которого ушло более 80 лет (1631–1712), представлял собой огромный комментарий к Summa Theologiae Фомы Аквинского, призванный обеспечить прочную основу теологического и нравственного учения для монахов босых кармелитов терезианской реформы. Он был задуман по тем же принципам, что и философский курс Комплутума (Cursus Complutensis), созданный коллегией в Алькале, и дополнен учебным курсом Cursus Salmanticensis Theologiae Moralis.
Курс строго придерживается схоластического метода, который стремится к более глубокому постижению истины путем максимального использования умозрительных рассуждений, в отличие от догматического метода, который пытается защитить ту же истину от ошибок, и исторического метода, который оценивает исторические факты. Первоначально Cursus Salmanticensis был предназначен исключительно как руководство для студентов-кармелитов, изучающих теологию, но быстро превратился в схоластический трактат необычных масштабов (например, «De vitiis et peccatis»). Однако многие его трактаты всегда основывались на лекциях, которые сначала читались в классе, где свободно обсуждался вопросы со студентами. Когда профессорско-преподавательский состав Колледжа Святого Илии не мог прийти к единому мнению, проводилось голосование, и более распространенная точка зрения включалась в окончательный проект. Таким образом, после тщательной доработки материал предоставлялся на утверждение цензорам, а затем, наконец, опубликовывался. Этот метод, очевидно, сделал невозможным быстрое продвижение в завершении курса, но он завоевал необычайный престиж Cursus Salmanticensis, поскольку опубликованная работа отражала точку зрения не одного автора, а целой группы уважаемых теологов.
Моральная теология коллегии Саламанки («Cursus Salmanticensis Theologiae Moralis»), изданная между 1665 и 1753 годами, содержала трактаты о таинствах в целом, крещении, конфирмации, Евхаристии и соборовании. Её авторами были Франсиско де Хесус-Мария (Franciscus a Jesu Maria, 1599–1677), Андрес де ла Мадре де Диос (Andrés de la Madre de Dios, 1622–1674), Себастьян де Сан-Хоакин (Sebastián de San Joaquín, 1672–1719), Ильдефонсо де лос Анхелес (Ildefonso de los Angeles, 1663–1737), Хосе де Хесус Мария (José de Jesús María, 1677–1736) и Антонио дель Сантисимо Сакраменто (Antonio del Santísimo Sacramento, 1707-1761).
Четвертое издание (Мадрид, 1709 г.) подверглось значительной переработке в связи с новыми указами пап Иннокентия XI и Александра VII. Андрес де ла Мадре де Диос написал «De sacramento ordinis et matrimonii» (Саламанка, 1668), «De censuris», «De justitia» и «De statu Religioso», вошедший в курс. Себастьян де Сан-Хоакин, автор двух томов о Десяти заповедях, не дожил до того, чтобы увидеть свою работу в печати. Тем не менее новый кармелитский курс нравственного богословия «Salmanticensis Theologiae Moralis» вышел под редакцией Себастьяна де Сан-Хоакина. Работа была завершена Алонсо де лос Анхелес (Alonso de los Angeles, ум. 1724) и Франсиско де Санта Ана (Francisco de Santa Ana, ум. 1707). Шеститомный труд, опубликованный между 1665 и 1724 годами, завершил Cursus Salmanticensis, где рассматривались нравственные вопросы, большинство из которых были опущены в более ранних трактатах.
Спустя 15 лет после последнего венецианского издания, в 1779 году в Риме был опубликован «Краткий свод коллегии Саламанки, распределенный на два тома, по вопросам универсальной моральной теологии» («Compendium Salmanticense in duos tomos distributum, Universae Theologiae Moralis quaestiones») под редакцией Антонио де Сан Хосе (Antonio de San Jose, 1716–1794).
В свою очередь «Compendium Salmanticense in duos tomos distributum, Universae Theologiae Moralis quaestiones» был сокращен и переведен на испанский язык  кармелитом Маркосом де Санта-Тереза (Marcos de Santa Teresa, 1742–1832) под названием «Compendio Moral Salmaticense», опубликованный в Памплоне в 1805 году.
Основатель конгрегации редемптористов Альфонсо Мариа де Лигуори высоко ценил нравственную теологию Саламанки; он почти всегда цитирует их с одобением и следует их примеру.
После первых десятилетий XVIII века Cursus Salmanticensis уделялось мало внимания. Лишь в конце XIX века курс вернул себе некоторую популярность благодаря публикации нового 20-томного издания (Париж, 1870–1883 гг.) и был поддержан таким известным немецким католическим теологом, как Матиас Иосиф Шеебен (1835–1888).

### Cursus Ripensis

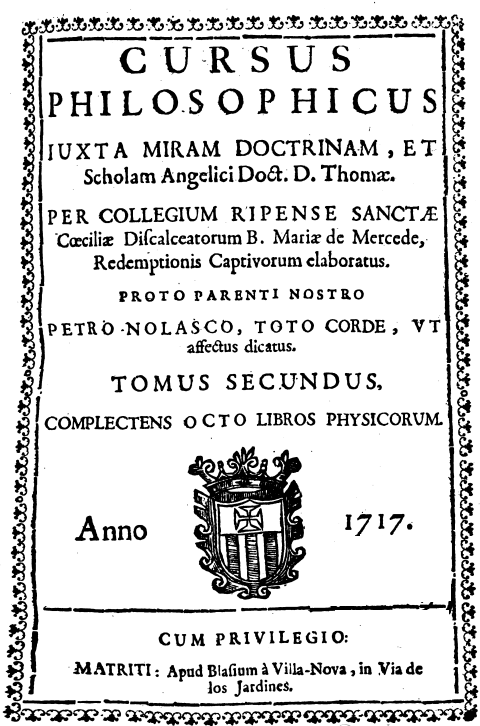
«Cursus philosophicus iuxta miram doctrinam et scholam Ang. Doct. D. Thomae, tomus secundus complectens octo libros physicorum», Collegium Ripense Sanctae Caeciliae, 1717

Коллегия святой Цецилии босых мерседариев (Collegium Ripense Sanctae Caeciliae, Discalceatorum Beatissimae Virginis Mariae de Mercede, Redemtionis Captivorum elaboratus), основанная в XVII веке в небольшом городке Ривас (недалеко от Мадрида), разработала и издала в 1717–1718 годах курс томистской философии, доктринально близкий к томистской традиции философских курсов Алькалы-де-Энарес у доминиканцев в коллегии Комплутума святого Фомы (Collegium Complutense Sancti Thomae) и босых кармелитов в коллегии Комплутума святого Кирилла (Collegium Complutense Sancti Cyrilli).
Философский курс состоял из трёх томов, содержащий:
- логические трактаты (Collegium Ripense Cursus philosophicus iuxta miram doctrinam et scholam Ang. Doct. D. Thomae, tomus primus complectens dialecticam et logicam);
- физические трактаты (Collegium Ripense Cursus philosophicus iuxta miram doctrinam et scholam Ang. Doct. D. Thomae, tomus secundus complectens octo libros physicorum)
- натурфилософские, психологические и метафизические трактаты (Collegium Ripense Cursus philosophicus iuxta miram doctrinam et scholam Ang. Doct. D. Thomae, tomus tertius complectens tractatus de Generatione, et Corruptione, de Elementis, de Anima et metaphisicam).

## Основные проблемы
- Проблема соотношения свободы воли человека и божественного провидения.
- Проблема среднего знания, т. е. знания Богом будущих условных (контингентных) событий.
- Проблема «причины-образца» (causa exemplaris).
- Проблема истинности и ложности мышления человека.
- Проблема объектов человеческого мышления.
- Проблема сущего, сущности и существования.
- Проблема отрицания сущего.
- Проблема универсалий, партикулярий и сингулярий.
- Проблема ментального сущего и т. п.

### Полемика De auxiliis

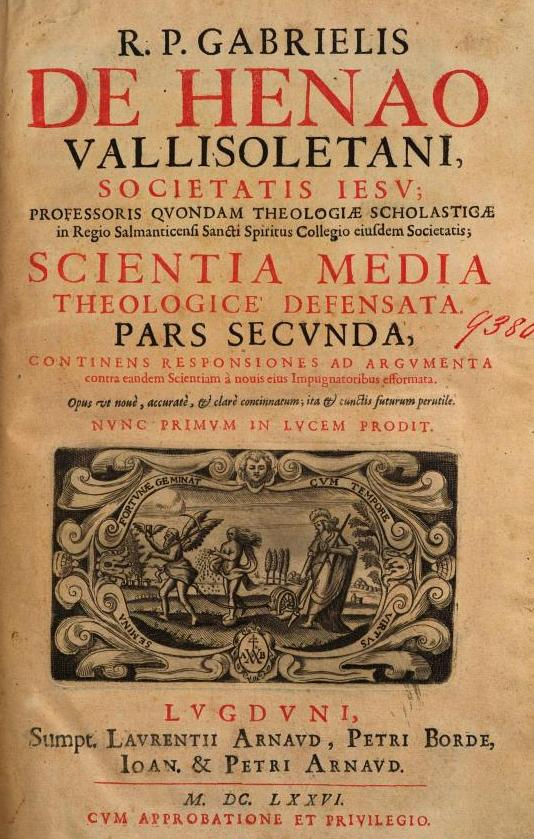
«Scientia media theologice defensata», Габриэль де Энао, 1676

Главный вопрос, давший название всему спору, касался «помощи» («auxilia»), оказываемой благодатью Бога. Важным моментом в решении проблемы было согласование силы божественной благодати с человеческой свободой. Католическая теология, с одной стороны, полагала, что действующая благодать (gratia efficiens), данная для совершения действия, безошибочно получает согласие человека, и тогда это действие совершается, с другой стороны, действуя таким образом, человек свободен. Отсюда возникает вопрос, как эти два аспекта — безошибочный результат и свобода — могут быть согласованы.
Доминиканцы в лице таких главных представителей, как Доминго Баньес, Диего Альварес, Жоан Пуансо (Ioannes a S. Thoma), Томас де Лемос решали это затруднение с помощью теории «praemotio vel praedeterminatio physica» («физическое предвоздействие или преддетерминация»). Баньес в своем трактате «Tractatus de vera et legitima concordia liberi arbitrii creati cum auxiliis gratiae Dei efficaciter moventis humanam voluntatem» («Трактат об истинном и правомерном согласии свободной воли с действующей благодатной помощью Божьей, движущей человеческую волю», 1600) утверждал, что благодать действенна, когда в дополнение к помощи, необходимой для совершения действия, она дает физический импульс, посредством которого Бог определяет и использует наши способности к действию.
Иезуиты в лице Луиса де Молины, Габриэля де Энао, Франсуа Анна, Леонарда Лессия, Роберта Беллармина и Франсиско Суареса решали проблему с помощью концепции «scientia media» («среднего знания»), согласно которой Бог знает объективную реальность вещей, что сделал бы человек при любых обстоятельствах, в которые он мог бы быть помещен. Предвидя, например, что человек будет свободно соответствовать благодати A и что он свободно не будет соответствовать благодати B, Бог, желая обратить человека, дает ему благодать A. Это и есть действующая благодать. Концепция Луиса де Молины по согласованию свободной воли и благодати впоследствии получила название по имени своего создателя — молинизм. Франсуа Анна (François Annat, 1590-1670), став известным академической среде в 1632 году, опубликовал трактат «Scientia media contra novos eius impugnatores defensa» в защиту иезуитского учения о Божественной благодати против ораторианца Гийома Жибьёфа (Guillaume Gibieuf, 1583–1650). В 1644 году он продолжил знаменитую полемику, стремясь примирить человеческую свободу с действующей Божественной благодатью.
Вслед за Луисом де Молиной Франсиско Суарес в трактате «De scientia quam Deus habet de futuris contingentibus» («О знании Богом будущих контингентных событий») признает знание Богом не только реального, но и возможного будущего. Но при этом Суарес разрабатывает концепцию конгруизма (лат. congruus — сообразный, соответствующий), согласно которой Божественная благодать действенна, потому что она дается Богом в обстоятельствах, которые, как Он заранее знает, совпадают (конгруируют) и благоприятствуют её действию. Таким образом, в трактате «De scientia quam Deus habet de futuris contingentibus» («О знании Богом будущих контингентных событий») Суарес признает знание Богом не только реального, но и возможного (контингентного) будущего. По Суаресу разница между действующей и достаточной благодатью заключается не только в согласии свободной воли (молинизм), но также в соответствии или пригодности определённой благодати особым условиям того, кто получает благодать. Когда благодать соответствует внутреннему расположению и внешним обстоятельствам человека, она вступает в силу по свободному согласию воли; в противном случае она остается неэффективной, потому что ей не хватает свободного принятия. Как и в молинизме, Бог предвидит соответствие благодати и её безошибочный успех (среднее знание). Но в отличие от молинизма, конгруизм делает упор не на свободе человека, а на верховенстве Божественной воли в деле спасения.
Проблема актуализировалась в связи с появлением в XVI веке учения основателей протестантизма Мартина Лютера и Жана Кальвина, которые пренебрегали свободой воли и превозносили Божью благодать, опираясь на поздние сочинения Августина, направленные против пелагианства. Лютеране и кальвинисты определили проблему следующим образом: либо Бог совершает доброе действие, и тогда оно не человеческое, либо человек совершает его, исключая Божественное участие. Протестанты решили проблему в пользу Божественного монергизма, т. е. учения о том, что спасение происходит только по Божественному действию благодатью, поэтому они отвергают идею о том, что люди в их падшем состоянии имеют свободную волю в отношении духовных вопросов.
Доминиканцы, склонявшиеся к августиновской теодицеи (полупелагианству), заявили, что иезуиты слишком много уделяли внимания свободе воли. В свою очередь, иезуиты склонялись к пелагианству, которое подвергалось резким нападкам со стороны Августина в V веке, и жаловались, что доминиканцы недостаточно защищают свободу человека.
В 1597 папа Климент VIII основал комиссию Congregatio de Auxiliis Divinae Gratiae («Конгрегация по помощи Божественной Благодати») для решения спора между доминиканцами и иезуитами о свободе воли, но окончательного решение принято не было. Климент VIII умер 5 марта 1605 года и после непродолжительного правления Льва XI папа Павел V взошёл на папский престол. В его присутствии состоялось 17 дискуссий. После 20 лет публичных и частных дискуссий и 85 конференций в присутствии пап, вопрос окончательно не был разрешен, но спорам положен конец. Указ Папы Павла V, переданный 5 сентября 1607 г. как доминиканцам, так и иезуитам, позволил каждой стороне защищать свою доктрину, запретил каждой из них подвергать цензуре или осуждать противоположное мнение и приказал им, как верным сынам Церкви, ждать окончательного решения Апостольского престола. Однако, решение не было принято, и, следовательно, оба ордена могли придерживаться своих концепций, как и любого другого богословского мнения. Папа, стремясь восстановить мир и милосердие между религиозными орденами, запретил декретом и от 1 декабря 1611 года публикацию любой книги, касающейся действующей благодати, до тех пор, пока не будут предприняты дальнейшие действия Святого Престола. Запрет оставался в силе в течение большей части XVII века, хотя его широко обходили с помощью комментариев Фомы Аквинского.
Одним из тех, кто попытался найти новое решение проблемы, был иезуитский философ и теолог Бернард Лонерган, который в своей диссертации «Благодать и свобода: Побуждающая благодать в учении св. Фомы Аквинского» («Grace and Freedom: Operative Grace in the Thought of St. Thomas Aquinas») интерпретировал Summa Theologiae (1-2, q. 111, а. 2) и дистанцировался от позиций молинистов и последователей Доминго Баньеса.

## Упадок
Схоластическая философия иезуитов имела развитие вплоть до XVIII века (параллельно философии эпохи Просвещения), пока прагматической санкцией испанского короля Карла III 2 апреля 1767 года орден не был изгнан из Испании. Орден иезуитов был изгнан из Бразилии в 1754 году (война гуарани 1754–1756 гг.), из Португалии 3 ноября 1759 года, из Франции в 1762–1764 годах, из Неаполитанского королевства и королевства Сицилия 31 октября 1767 года, из герцогства Парма 7 февраля 1768 года, из Священной Римской империи (Германии) в 1781–1782 годах.
Посланием «Dominus ac Redemptor Noster» римского папы Климента XIV (бывший францисканец-конвентуал Лоренцо Ганганелли O.F.M. Conv.) в 1773 году общество Иисуса было ликвидировано.
Между 1769 и 1833 годами на территории нынешнего американского штата Калифорния были созданы 21 миссия католическими священниками францисканского ордена для евангелизации коренных народов при поддержке военной силы Испанской империи. 12 марта 1768 года Хосе Гальвес поручил францисканцам под руководством Хуниперо Серры взять иезуитские миссии под свой контроль. Францисканские миссии сохраняли власть над коренными народами и земельными владениями до 1830-х годов. На пике своего влияния в 1832 году система прибрежных миссий контролировала примерно одну шестую часть Верхней Калифорнии. Первая Мексиканская республика секуляризовала миссии благодаря закону о секуляризации Мексики в 1833 году, который освободил коренные народы от миссий. Земли миссий в основном были переданы поселенцам и солдатам, а также меньшинству коренного населения.

### Испания
В Испании изгнанию ордена иезуитов в 1767 году способствовал сторонник Вольтера и других французских просветителей, президент совета Кастилии граф Педро Аларка Аранда, при поддержке Педро Родригеса де Кампоманеса, сторонника просвещенного абсолютизма. Аранда открыл тайное расследование, чтобы собрать улики, которые свидетельствовали бы о вмешательстве иезуитов в бунт Эскилаче 1766 года. Прокурору Совета Кастилии Педро Родригесу де Кампоманесу, яростному антииезуиту, было поручено начать секретное «расследование» с целью выяснить, кто был зачинщиком беспорядков Эскилаче.  Кампоманес сразу же обратил внимание на иезуитов, основываясь на свидетельствах участия некоторых из них в восстании. Кампоманес подготовил свое заключение, которое он представил Совету Кастилии в января 1767 году, и в котором он обвинил иезуитов в том, что они несут ответственность за беспорядки, с помощью которых они пытались изменить форму правления. Президент Совета Кастилии, граф Аранда, сформировал чрезвычайный Совет, который провел консультацию, на которой счел обвинение доказанным и предложил изгнание иезуитов из Испании и Индии. В ночь с 2 на 3 апреля 1767 года 146 домов иезуитов на рассвете были окружены королевскими солдатами, и там им сообщили о приказе об изгнании, содержащемся в прагматической санкции 1767 года, отправлены в порты в той одежде, в которой они были одеты, и посажены на корабли в Чивитавеккья. 2641 иезуит был изгнан из Испании и 2630 из испанской Ост-Индии (филиппинские острова). Первые были сосредоточены и погружены в определённые порты, первоначально их приветствовали на острове Корсика, который тогда принадлежал Генуэзской республике. Но в следующем году остров попал в руки французской монархии, где орден был запрещен со 2 апреля 1762 года.
Испанский политик Хосе Николас де Асара вместе со своим начальником и другом, министром в Риме Мануэлем де Рода-и-Аррьета, участвовал в подавлении Общества Иисуса Папой Климентом XIV 6 августа 1773 года. Решающую роль в изгнании иезуитов сыграли действия Мануэля де Рода-и-Аррьета. По случаю так называемого бунта Эскилаче он вмешался в создание «тайного расследования» с целью разоблачить виновников беспорядков, манипулируемые Асарой и прокурором Педро Родригесом де Кампоманесом (которого, в свою очередь, также использовал францисканский монах, королевский духовник Хоакин де Элета) и при содействии Совета Кастилии возложил вину на Общество Иисуса.
В свою очередь Карл III и его духовник Хоакин де Элета договорились о целесообразности избрания епископов из числа священнослужителей традиционного обучения, а также о сложном вопросе изгнания иезуитов (произошедшего в 1767 году). Противостояние между Просвещением и Обществом Иисуса достигло апогея с процедурой беатификации Хуана де Палафокса-и-Мендосы (18-й вице-король Новой Испании, еспископ Пуэбла-де-лос-Анхелеса), в ходе которой Карл III, под влиянием Элеты, зарекомендовал себя как великий покровитель ризницы и часовни Палафокса в соборе Эль Бурго де Осма и главный пропагандист его беатификации.
Стоит отметить, что Хуан де Палафокс-и-Мендоса был втянут в серьёзный спор с иезуитами по поводу церковной юрисдикции, который в итоге стоил ему поста епископа Пуэбла-де-лос-Анхелеса. Испанская корона стремилась вытеснить нищенствующие ордена из густонаселенных и прибыльных районов в центральной Мексике и заменить их приходами, укомплектованными светским (епархиальным) духовенством с бенефициариями, а не нищенствующими. Ему это удалось в значительной степени в Пуэбле-де-лос-Анхелесе. В 1640-х годах, когда он выступил против иезуитов, Палафокс отметил, что орден иезуитов был чрезвычайно богатым землевладельцем в Новой Испании. Иезуиты утверждали, что доходы от их асьенд шли исключительно на поддержку их учебных заведений (коллегий) и их миссионерской работы на колониальных границах. Палафокс утверждал, что платить десятину — духовный долг каждого, чего иезуиты упорно отказывались делать.

### Португалия
В Португалии 3 сентября 1759 года маркиз де Помбаль изгнал иезуитов из метрополии и колоний, конфисковав их имущество, утверждая, что Общество Иисуса действует как автономная власть в пределах португальского государства. После изгнания иезуитов из Португалии по приказу маркиза Помбаля в 1759 году все преподаватели Коллегии искусств покинули его. После этого коллегия находилась в непосредственном ведении короны и стала одним из новых государственных средних учебных заведений, созданных в результате реформы образования. В 1772 году Коллегия стала частью Университета Коимбры, который также руководил всем образованием в Португалии.

### Франция
Во Франции нападение на иезуитов началось 17 апреля 1762 года сочувствующим янсенистам аббатом собора Парижской Богоматери Анри Филиппом де Шовеленом, который осудил Конституцию Общества Иисуса, которая была публично рассмотрена и обсуждена во враждебно настроенной прессе. Парламент издал свои Extraits des assertions («Выдержки из положений»), составленные из отрывков иезуитских теологов и канонистов, в которых они якобы учили всякого рода безнравственности и заблуждениям (лаксизм, казуизм и тираноубийство). Поводом для изгнания стало финансовое банкротство французского иезуита Антуана де Лавалетта на Мартинике, который занимается крупномасштабными коммерческими операциями между Карибским морем и Европой — торговлей сахаром и кофе. В 1751 году против Лавалетта были выдвинуты первые обвинения об участии в коммерческих операциях. Антуана Лавалетта отозвали с Мартиники в 1753 году. Незадолго до своей смерти генерал Общества Иисуса (Praepositus Generalis) Игнасио Висконти разрешил ему вернуться в свою миссию, где он стал настоятелем французских миссий в Южной Америке в 1754 году, но с недвусмысленным приказом «прекратить все коммерческие предприятия». Этот приказ был проигнорирован Лавалеттом, который продолжил свою торговую компанию. Некоторое время спустя он взял кредит деньги, чтобы купить землю. В 1756 году эпидемия унесла жизни рабочих, которые должны были освободить и обработать землю для выращивания сахарного тростника, а затем несколько его судов были захвачены английскими пиратами при возвращении в Европу. Семилетняя война прервала движение его торгового дома с метрополией, последняя обанкротилась на сумму два миллиона четыреста тысяч фунтов стерлингов. Двое его кредиторов, крупные купцы из Марселя, Гуфр и Лионси, подали иск против Лавалетта перед парламентом в Эксе-ан-Прованса (парламент Прованса), который осудил его. 6 августа 1761 года парижский парламент приказал запретить сочинения иезуитов, в том числе Роберта Беллармина, Франсиско Суареса, Луиса де Молины, Габриэля Васкеса, Грегорио де Валенсия, Франсиско де Толедо и Леонарда Лессиуса и других, как «противоречащие морали и вредные для молодежи». Им запрещено принимать новициев. В городах, где существовали иезуитские коллегии должны были закрыться 1 октября 1761 года, а в других местах они были закрыты в апреле 1762 года. 6 августа 1762 года генеральный адвокат Жоли де Флери предложил парламенту окончательный арест иезуитов. Тем не менее вмешательство короля Людовик XV привело к восьмимесячной задержке, а тем временем суд предложил компромисс. Было поставлено условие, что если бы французские иезуиты отделились от Общества Иисуса, возглавляемого генералом-иезуитом, непосредственно подчинявшегося папе, и перешли бы под власть французского викария с французскими обычаями, как в Галликанской церкви, то корона все равно защитила бы их. Французские иезуиты, отвергая галликанство, отказались дать согласие. В связи с чем Общество Иисуса осуждается парижским парламентом, где галликанско-янсенистский союз воспользовался этой возможностью, чтобы свести счеты с иезуитами, несмотря на поддержку Людовика XV. В конце концов парламент объявляет, что их порядок «наносит ущерб гражданскому порядку, нарушает естественный закон, разрушает религию и мораль, развращает молодежь».1 апреля 1763 г. коллегии ордена были закрыты, а ещё одним арестом от 9 марта 1764 года иезуиты были вынуждены отказаться от своих обетов под страхом изгнания. В конце ноября 1764 года король подписал в Версале эдикт о запрете Общества Иисуса (Édit du Roi, concernant la Société des Jésuites) во всех своих владениях Франции, а имущество конфисковано, поскольку некоторые провинциальные парламенты всё ещё защищали их, как, например, во Франш-Конте, Эльзасе и Артуа. В 1761 году в письме к Вольтеру Даламбер писал: «Пусть янсенистская чернь избавится от иезуитских негодяев. Не делайте ничего, чтобы эти пауки не съели друг друга». Изгнанию иезуитов способствовал премьер-министр Франции Этьен-Франсуа де Шуазёль.
Климент XIII, папа с 1758 по 1769 год, яростно защищал Общество Иисуса. Он пятьдесят раз вмешивался во время французского кризиса, чтобы предотвратить изгнание иезуитов из королевства. В 1765 году он даже осмелился дать новое публичное и всеобщее одобрение религиозного Ордена буллой Apostolicum pascendi munus. Более того, он отказывается от предложенных им галликанских компромиссов.

### Германия
В Германии и Австрии после издания толерантного патента (нем. Toleranzpatent) 1781 года в рамках проводимой политики иозифинизма австрийским бенедиктинским монастырям больше не разрешалось направляться из своих монастырей в Зальцбург, а также после запрета на обучение за границей императором Иосифом II. Позже в результате распада Священной Римской империи, медиатизации и секуляризации в Германии 25 февраля 1803 года после постановления Имперской депутации, княжество-архиепископство Зальцбург было преобразовано в Зальцбургское курфюршество баварским курфюрстом Максимилианом IV Иосифом, цистерианское Залемское аббатство стало маркграфством Баден и было закрыто 23 ноября 1804 года. Из 61 монаха большинство покинули аббатство. С 1810 года Зальцбургский университет был распущен, поскольку Зальцбург отошёл к Королевству Бавария, а на его месте были образованы лицей (с теологическим и философским отделениями) и медицинская школа, что знаменовало упадок схоластики бенедиктинцев.

## Влияние
Посттридентская схоластика оказала влияние на протестантскую схоластику, в частности, на Христофа Шейблера, Иоганна Генриха Альстеда, Варфоломея Кеккермана, и последующую новоевропейскую философию — Фрэнсиса Бэкона, Рене Декарта, Николя Мальбранша, Бенедикта Спинозу, Готфрида Лейбница, Христиана Вольфа, Дэвида Юма, Джона Локка, Пьера Гассенди, Блеза Паскаля, Пьера Бейля, Самуэля фон Пуфендорфа, Гуго Гроция, Артура Шопенгауэра, Мартина Хайдеггера.
После упадка схоластической философии, развиваемой в орденах иезуитов и бенедиктинцев до конца XVIII века, в Европе стала доминировать картезианская философия и вольфианство. Так, известно использование 5-ти томного курса «Institutiones philosophicae ad faciliorem veterum ac recentiorum philosophorum lectionem comparatae» («Наставления философии») картезианца Эдмунда Пуршо (Edmond Pourchot, Edmundus Purchotius) в Киево-Могилянской академии и славяно-греко-латинской академии в Москве, например, в курсе философии (1751–1752) Георгия Щербацкого. С 1755 года митрополит Тимофей (Щербацкий) в Киево-Могилянской академии дал согласие на обучение философской системе Христиана Вольфа по учебникам Фридриха Баумейстера, а также вольфианца Иоганна Генриха Винклера (1703–1770) «Institutiones philosophiae universae» (1742), например, философский курс (1753–1755) ректора Киево-Могилянской академии Давида Нащинского.